# Cronologia delle donne nella scienza

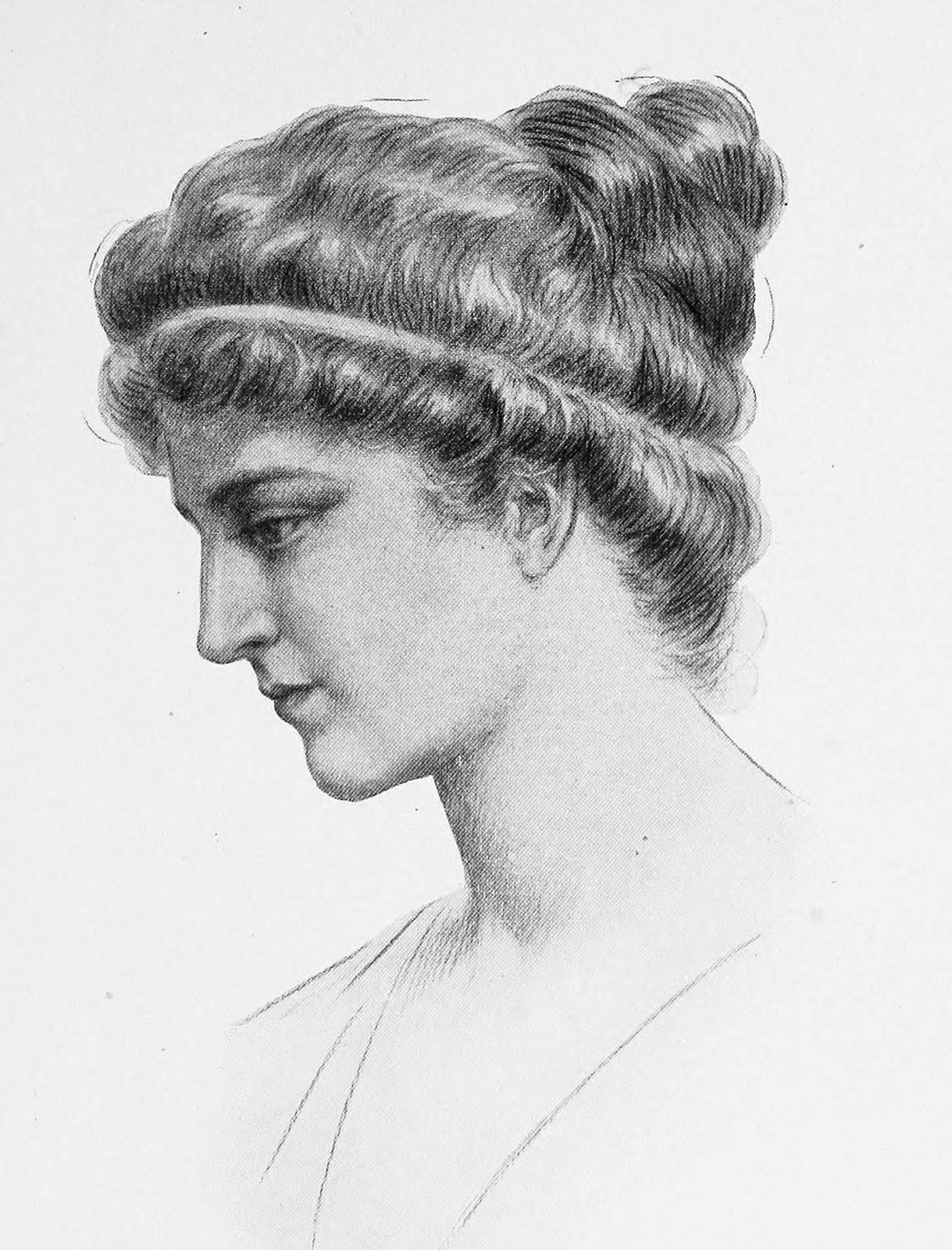
La filosofa, astronoma, matematica greca Ipazia (355?-415) in un disegno di Elbert Hubbard (1908)

Questa cronologia delle donne nella scienza si estende dalla storia antica al XXI secolo. La sequenza temporale si concentra sulle donne coinvolte nelle scienze naturali (biologia, fisica, chimica, scienze della terra, astronomia), nelle discipline STEM (scienza, tecnologia, ingegneria e matematica) e nelle scienze mediche.
Gli eventi cronologici elencati si riferiscono ad eventi, scoperte e risultati scientifici e alle tappe verso la parità di genere nell'ambito delle scienze.

## Storia antica

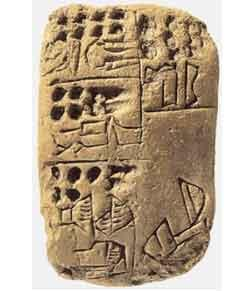
Tavoletta mesopotamica che menziona la profumiera babilonese Tapputi, 1200 a.C.

- c. XXIII sec. a.C.: Alcuni testi fanno iniziare la tradizione delle donne nella scienza da Enheduanna (in sumerico: 𒂗𒃶𒌌𒀭), figlia del re accadico Sargon, da lui nominata sacerdotessa-astronoma del grande complesso di templi della città-stato di Ur.[1][2][3]
- c. XVI-XV sec. a.C.: Hatshepsut, regina egizia, chiamata la "regina dottore", incoraggia le sue suddite allo studio, avvia tre scuole di medicina e fonda orti botanici ed erboristici per la coltivazione delle piante officiali.[4]
- XIII sec. a.C.: Nel testo di una tavoletta cuneiforme si fa riferimento alla profumiera mesopotamica Tapputi, spesso nominata come la prima chimica conosciuta della storia.[5][6]
- VI sec.: Teano, filosofa della Grecia antica, figlia o moglie di Pitagora, è una discepola della sua scuola.[7]
- IV-III sec. a.C.: Aglaonice (γλαονίκη,) nota anche come Athyrta, menzionata negli scritti di Plutarco e Apollonio Rodio come figlia di Egetore o Egemone di Tessaglia, è la prima astrologa e astronoma greca di cui si ha notizia; aveva fama di profetizzare le eclissi di luna.[8][9]
- I sec. a.C: una donna conosciuta solo con il nome di Fang è la prima alchimista cinese di cui si ha notizia. Le viene attribuita "la scoperta di come trasformare il mercurio in argento", forse il processo chimico di bollitura del mercurio per estrarre i residui di argento puro dai minerali.[10]
- I sec. d.C.: Maria l'Ebrea, le cui opere sono citate da Zosimo e da altri autori, è annoverata fra i primi alchimisti greci, possibile scopritrice di alcuni importanti processi alchemici, fra cui il bagno di cenere calda, il letto di letame e il bagnomaria.[11][12]
- III sec. d.C.: Cleopatra l'Alchimista, una delle prime figure della chimica e dell'alchimia pratica, è ritenuta la scopritrice dell'alambicco ed è nominata fra le quattro alchimiste in grado di produrre la pietra filosofale.[13]
- fine III-inizio IV sec. d.C: il matematico greco Pandrosion, che sviluppò un'approssimazione numerica per le radici cubiche, secondo alcuni studi era una donna.[14][15]
- metà IV - inizio V sec. d.C: Ipazia (355–415), astronoma, matematica e filosofa greca, è una rispettata insegnante accademica, commentatrice di matematica e direttrice della propria accademia di scienze.[16]

## Medioevo

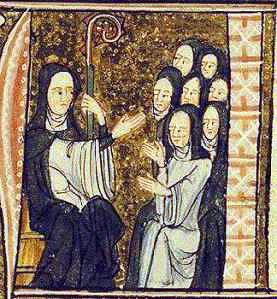
Ildegarda di Bingen e la sua comunità di monache in una miniatura del XIII secolo.

- c. 975: l'alchimista cinese Keng Hsien-Seng, assunta dalla corte reale, nel distillare profumi utilizza una prima forma del processo Soxhlet per estrarre la canfora e ottiene il riconoscimento per la sua abilità nell'uso del mercurio per estrarre l'argento dai minerali.[17][18]
- X secolo: Al-Ijliyyah fabbrica astrolabi per la corte di Sayf al-Dawla ad Aleppo.[19]
- Inizio XII sec.: Irene di Kiev (morta nel 1131), principessa della Rus' e imperatrice bizantina, scrive un lungo trattato intitolato "Unguenti" (in greco Alimma), ritenuto il primo testo di medicina scritto da una donna.[20]
- Inizio XII sec.: la medica italiana Trotula è probabilmente la prima docente donna della scuola medica salernitana, autrice dell'opera De Passionibus Mulierum Curandorum (o Summa qui dicitur Trotula), fondamentale nell'affermazione dell'ostetricia e della ginecologia come scienze mediche.[21][22]
- XII sec.: Ildegarda di Bingen (1098–1179), monaca e teologa, scrive due trattati enciclopedici, Physica e Causae et curae, che raccolgono il sapere medico e botanico del tempo.[23]
- 1159: la monaca alsaziana Herrad von Landsberg 1130–1195) scrive il compendio scientifico Hortus deliciarum.[24]
- XIII sec.: nel 1229 vive a Madina Mayurqa l'astrologa Zulema, una nobildonna musulmana descritta dai contemporanei come una rinomata astronoma.[25]
- XIV sec.: Adelmota di Bontraverso de Maltraversi, moglie di Giacomino (Papafava) da Carrara, è una medica "guaritrice dei malanni fisici ed amorosi che colpivano gli animali e gli abitanti della zona".[26][27]

## XVI secolo

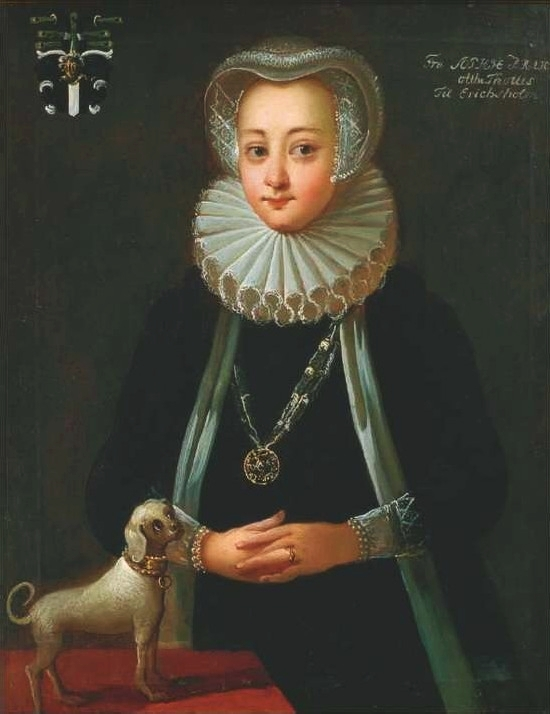
Sophie Brahe (1556?-1643), scienziata danese

- 1561: l'alchimista italiana Isabella Cortese pubblica il libro I secreti della signora Isabella Cortese, nel quale descrive ricette per medicinali, oli distillati e cosmetici.[28]
- 1572: Loredana Marcello (morta il 12 dicembre 1572), modello di donna colta rinascimentale nella Venezia contemporanea, studiosa di botanica, è nota per le formule e le ricette scoperte contro le piaghe, per i rimedi palliativi introdotti per i malati di peste, utilizzati in seguito da molti medici.[29][30][31]
- 1572: la scienziata danese Sophie Brahe (1556–1643) assiste il fratello Tycho Brahe nelle sue osservazioni astronomiche.[32]
- 1590: Dopo la morte del marito, Caterina Vitale assume la carica di capo farmacista dell'Ordine di San Giovanni, diventando la prima donna farmacista a Malta.[33]

## XVII secolo

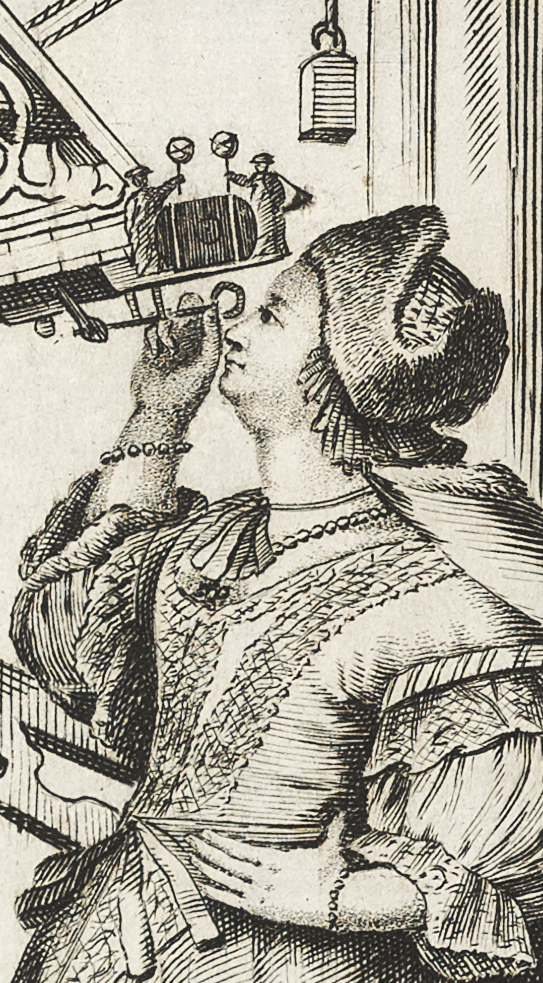
Elisabetha Hevelius (1647-1693), astronoma polacca

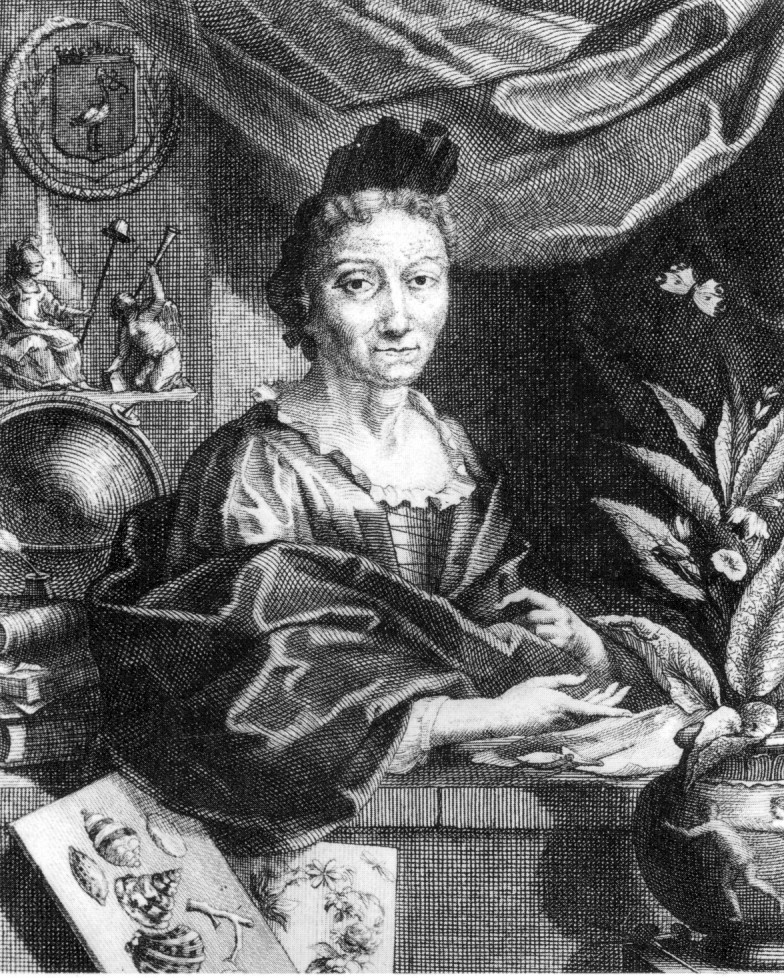
Maria Sibylla Merian (1647-1717), entomologa tedesca

- 1609: l'ostetrica francese Louise Bourgeois Boursier è la prima donna a scrivere un libro sulle pratiche del parto.[34]
- 1636: Anna Maria van Schurman, filosofa e scienziata olandese, è la prima donna a frequentare lezioni universitarie e sostenere che le donne devono essere ammesse nelle università.[35][36]
- 1642: Martine Bertereau, la prima donna mineralogista registrata, viene imprigionata in Francia con l'accusa di stregoneria. Bertereau aveva pubblicato due opere scritte sulla scienza dell'estrazione mineraria e della metallurgia.[37]
- 1650: l'astronoma slesiana Maria Cunitz pubblica Urania Propitia, un'opera che semplifica e migliora sostanzialmente i metodi matematici di Giovanni Keplero per la localizzazione dei pianeti. Il libro è stato pubblicato sia in latino che in tedesco, una decisione non convenzionale, che ha reso il testo scientifico più accessibile per i lettori non universitari.[38]
- 1656: la chimica e alchimista francese Marie Meurdrac pubblica il suo libro La Chymie Charitable et Facile, en Faveur des Dames (Chimica utile e facile, a beneficio delle donne).[39]
- 1667: l'aristocratica britannica Margaret Cavendish, duchessa di Newcastle upon Tyne (1623 – 15 dicembre 1673), filosofa, poetessa, scienziata, scrittrice e drammaturga, è la prima donna ammessa a visitare la Royal Society di Londra; con il fratello Charles, negli anni Trenta aveva fondato una sorta di accademia, il cosiddetto circolo di Newcastle, di cui facevano parte alcuni dei pensatori più innovativi dell’epoca, tra cui Thomas Hobbes.[40][41]
- 1668: la letterata francese Marguerite de la Sablière apre il suo salotto parigino a scienziati e studiosi di diversi paesi, che discutono sulle ultime conoscenze e scoperte in materia di fisica, astronomia e storia naturale.[42]
- 1680: l'astronoma francese Jeanne Dumée pubblica un riassunto degli argomenti a sostegno della teoria copernicana dell'eliocentrismo, nel quale scrive che "tra il cervello di una donna e quello di un uomo non c'è differenza".[43]
- 1685: la poetessa e archeologa frisone Titia Brongersma supervisiona il primo scavo di un dolmen a Borger, Paesi Bassi. Lo scavo produce nuove prove che le strutture in pietra sono tombe costruite da umani preistorici, e non da giganti, come si credeva in precedenza.[44]
- 1690: l'astronoma tedesca-polacca Elisabeth Hevelius, vedova di Johannes Hevelius che per oltre vent'anni aveva assistito nelle sue osservazioni (e, probabilmente, calcoli), pubblica a suo nome Prodromus Astronomiae, il catalogo stellare più grande e accurato del tempo.[45]
- 1693–1698: l'astronoma e illustratrice tedesca Maria Clara Eimmart crea più di 350 disegni dettagliati delle fasi lunari.[46]
- 1699: l'entomologa tedesca Maria Sibylla Merian, la prima scienziata a documentare pubblicamente il ciclo di vita degli insetti, intraprende una spedizione scientifica in Suriname, in Sud America. Successivamente pubblica Metamorphosis insectorum Surinamensium, un'opera illustrata rivoluzionaria su piante, animali e insetti sudamericani.[47]

## XVIII secolo

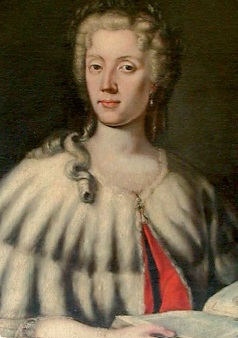
Laura Bassi (1711-1778), fisica e accademica italiana

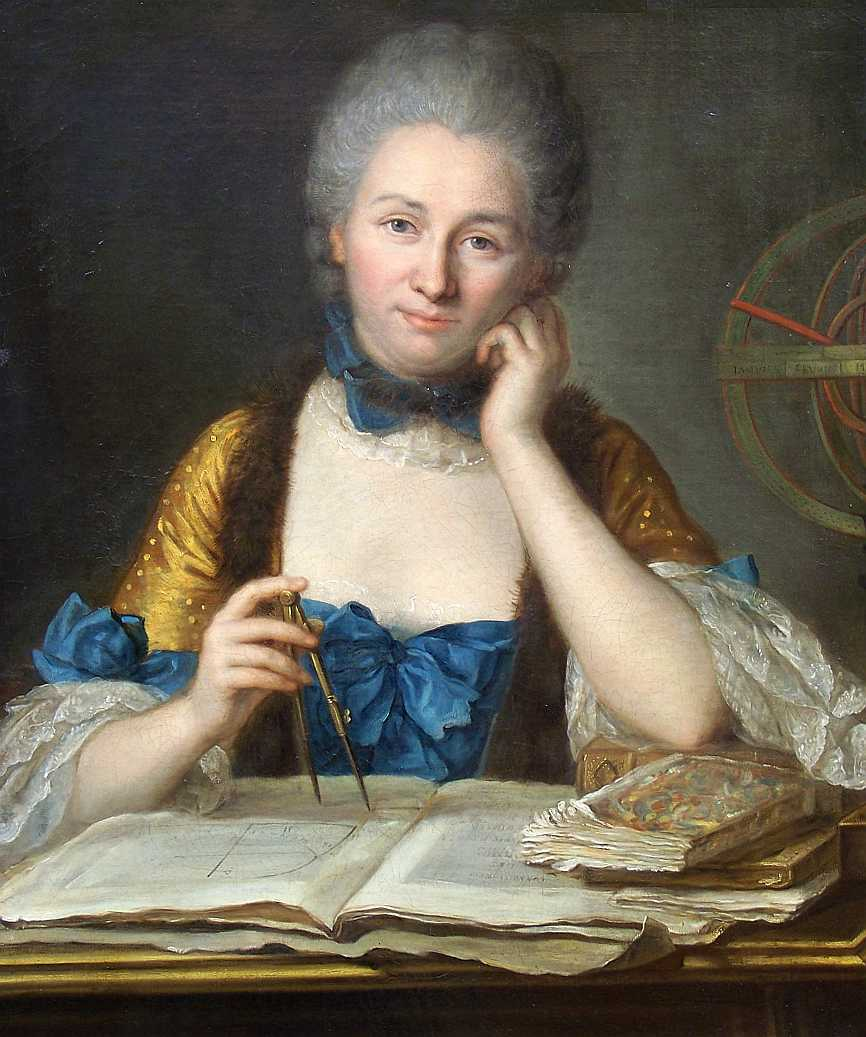
Émilie du Châtelet (1706-1749), matematica, fisica e letterata francese

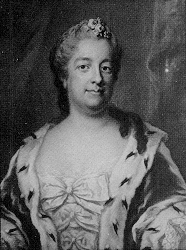
Eva Ekeblad (1724-1786), agronoma svedese

- 1702: l'entomologa inglese pioniera Eleanor Glanville cattura un esemplare di farfalla nel Lincolnshire, successivamente chiamato, in suo onore, fritillary di Glanville. I suoi esemplari di farfalle entrarono a far parte delle prime collezioni del Museo di Storia Naturale.[48][49]
- 1702: l'astronoma tedesco Maria Margaretha Kirch è la prima donna a scoprire una cometa.[50]
- c. 1702–1744: a Montréal, in Canada, la botanica francese Catherine Jérémie raccoglie esemplari di piante e ne studia le proprietà, inviando i campioni e le sue note dettagliate agli scienziati in Francia.[51]
- 1732: All'età di 20 anni, la fisica italiana Laura Bassi diventa la prima donna membro dell'Accademia delle Scienze di Bologna. Un mese dopo, difende pubblicamente le sue tesi accademiche e consegue un dottorato di ricerca. Insignita della carica onoraria di docente di fisica all'Università di Bologna, è la prima professoressa di fisica donna al mondo.[52]
- 1738, 1740: la matematica, fisica e letterata francese Émilie du Châtelet è la prima donna ad avere un articolo pubblicato dall'Accademia francese delle scienze, a seguito di un concorso sulla natura del fuoco. Nel 1740[53] pubblica Institutions de Physique (Fondamenti di fisica), fornendo una base metafisica per la fisica newtoniana.[54]
- 1748: l'agronoma svedese Eva Ekeblad diventa la prima donna membro dell'Accademia reale svedese delle scienze. Due anni prima aveva sviluppato un nuovo processo di utilizzo delle patate per produrre farina e alcol, che successivamente ridusse la dipendenza della Svezia dalle colture di grano e diminuì il rischio di carestia.[55]
- 1751: la fisica italiana di 19 anni Cristina Roccati consegue il dottorato di ricerca presso l'Università di Bologna.[56]
- 1753: la botanica statunitense Jane Colden è l'unica biologa donna menzionata da Linneo nel suo Species Plantarum.[57]
- 1755: Dopo la morte del marito, l'anatomista italiana Anna Morandi Manzolini prende il suo posto all'Università di Bologna, diventando docente di anatomia e istituendo un laboratorio di ricerca anatomica di fama internazionale.[58]
- 1757: l'astronoma francese Nicole-Reine Lepaute lavora con i matematici Alexis Clairaut e Joseph Lalande per calcolare il prossimo arrivo della cometa di Halley.[59]
- 1760: l'orticultrice statunitense Martha Daniell Logan inizia la sua corrispondenza con lo specialista botanico e collezionista John Bartram, scambiando regolarmente con lui semi, piante e conoscenze botaniche.[60]
- 1762: l'astronoma francese Nicole-Reine Lepaute calcola l'ora e la percentuale di un'eclissi solare che si sarebbe verificata due anni dopo, crea una mappa per mostrare le fasi e pubblica una tabella dei suoi calcoli nell'edizione del 1763 di Connaissance des Temps.[59]
- 1766: la chimica francese Marie-Geneviève-Charlotte Thiroux d'Arconville pubblica il suo studio sulla putrefazione. In esso presenta le sue osservazioni ricavate in oltre 300 esperimenti nell'arco di cinque anni, nei quali ha tentato di scoprire i fattori necessari per la conservazione della carne di manzo, di uova e altri alimenti. Il suo lavoro viene raccomandato per il privilegio reale dal collega chimico Pierre-Joseph Macquer.[61]
- c. 1775: l'esploratrice Jeanne Baret diventa la prima donna a circumnavigare il globo.[62]
- 1776: all'Università di Bologna la fisica italiana Laura Bassi diventa la prima donna nominata alla cattedra di fisica di una università.[52]
- 1782–1791: la chimica e mineralogista francese Claudine Picardet traduce in francese più di 800 pagine di articoli scientifici svedesi, tedeschi, inglesi e italiani, consentendo agli scienziati francesi di discutere e utilizzare meglio la ricerca internazionale in chimica, mineralogia e astronomia.[63]
- c. 1787–1797: l'astronoma cinese autodidatta Wang Zhenyi pubblica almeno dodici libri e diversi articoli di astronomia e matematica. Utilizzando una lampada, uno specchio e un tavolo, riesce a simulare accuratamente un'eclissi lunare.[64][65]
- 1786–1797: l'astronoma tedesca Caroline Herschel scopre otto nuove comete.[66]
- 1789: l'astronoma francese Louise du Pierry, prima donna parigina docente di astronomia, tiene i primi corsi di astronomia aperti specificamente alle studentesse.[67]
- 1794: la chimica britannica Elizabeth Fulhame inventa il concetto di catalisi e pubblica un libro sulle sue scoperte.[68]
- c. 1796–1820: durante il regno dell'imperatore Jiaqing, l'astronoma Huang Lü diventa la prima donna cinese a lavorare con l'ottica e le immagini fotografiche. Sviluppa un telescopio in grado di acquisire semplici immagini fotografiche utilizzando carta fotosensibile.[64]
- 1797: la scrittrice scientifica e insegnante britannica Margaret Bryan pubblica A Compendious System of Astronomy, con inclusa un'incisione di sé stessa e delle sue due figlie, dedicando il libro ai suoi studenti.[69]

## XIX secolo (prima metà)

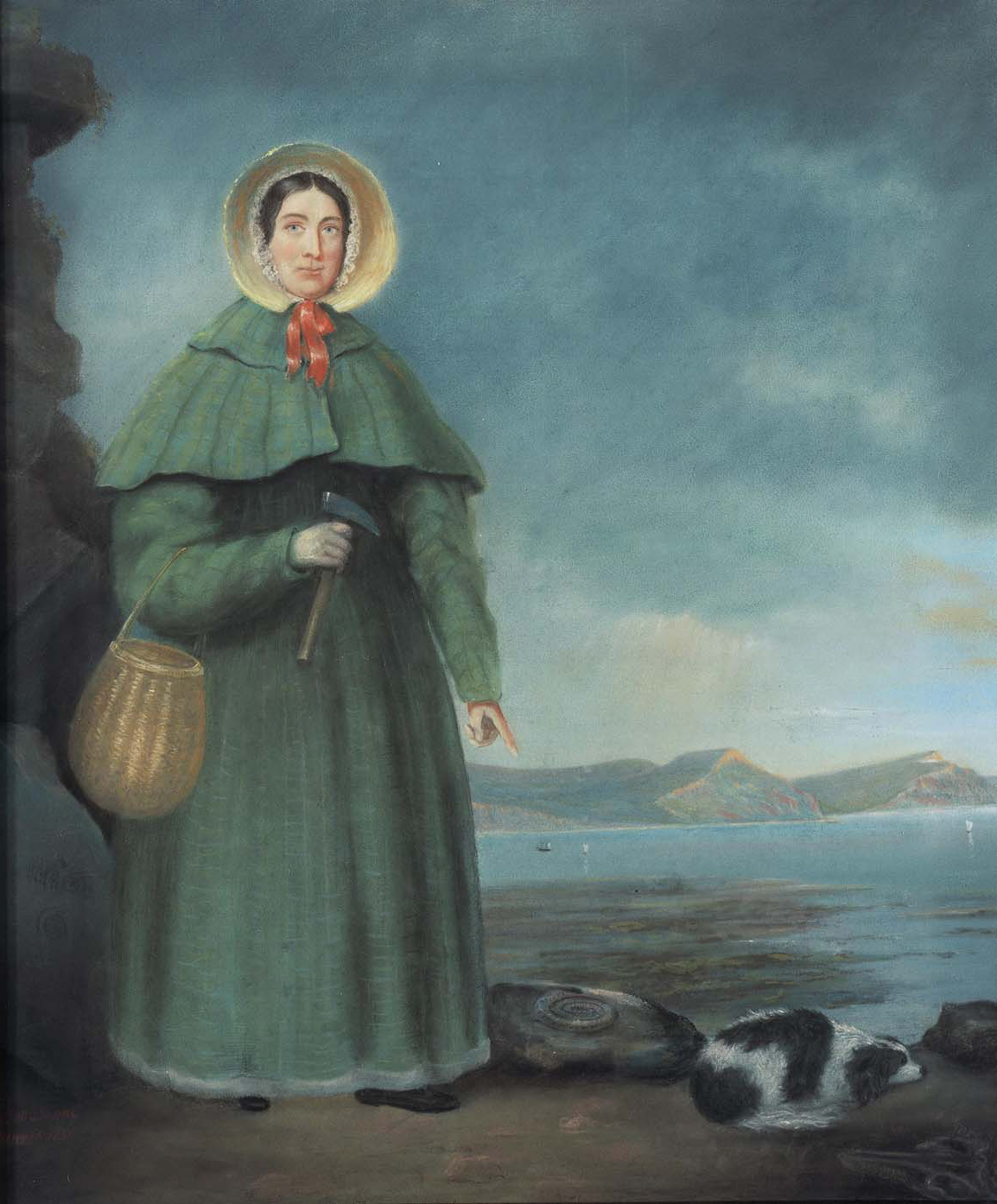
Mary Anning (1799-1847), paleontologa britannica

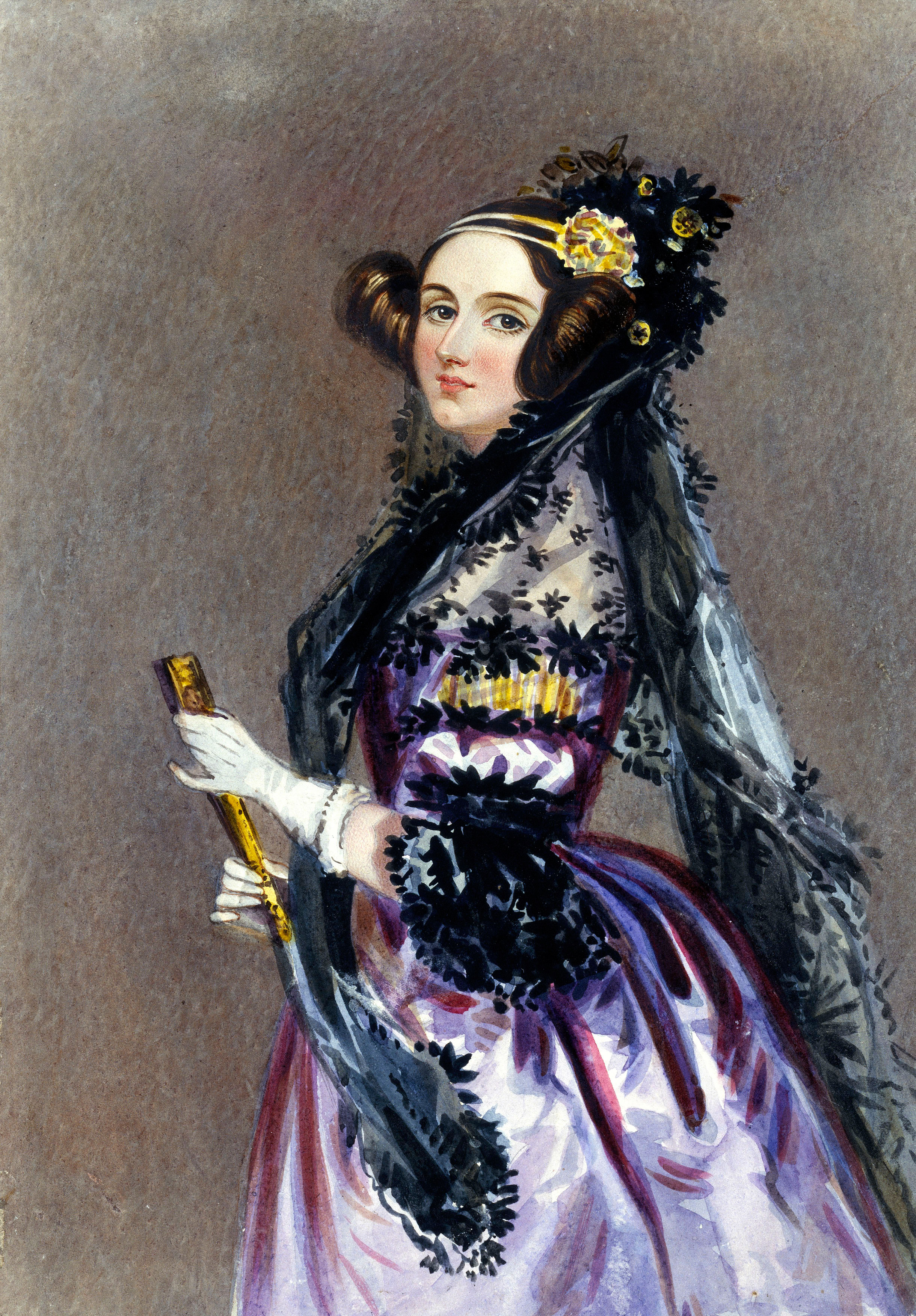
Ada Lovelace (1815-1852), matematica britannica

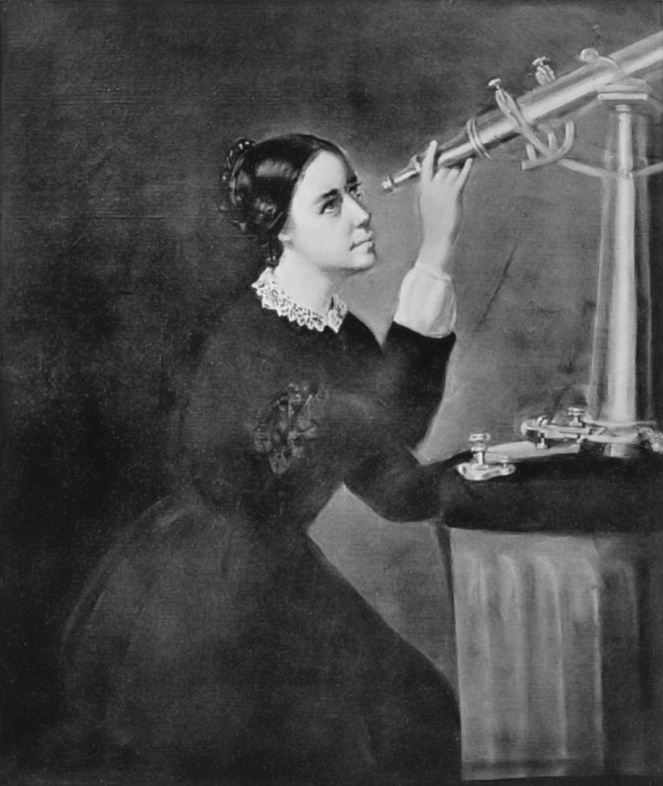
Maria Mitchell (1918-1989), astronoma statunitense

- 1808: Anna Sundström inizia ad assistere Jöns Jacob Berzelius nel suo laboratorio, diventando una delle prime donne chimiche svedesi.[70]
- 1809: Sabina Baldoncelli si laurea in farmacia ma può lavorare solo nell'orfanotrofio italiano dove risiede.[71]
- 1815: l'archeologa inglese Lady Esther Stanhope utilizza un manoscritto italiano medievale per localizzare un promettente sito archeologico ad Ashkelon, diventando la prima archeologa ad iniziare uno scavo nella regione palestinese. È stato uno dei primi esempi dell'uso di fonti testuali nell'archeologia sul campo.[72]
- 1816: la matematica e fisica francese Sophie Germain è la prima donna vincitrice di un premio dall'Accademia delle scienze di Parigi per il suo lavoro sulla teoria dell'elasticità.[73]
- 1823: 1823: la paleontologa e collezionista di fossili inglese Mary Anning scopre il primo Plesiosaurus completo.[53]
- 1831: 1831: la botanica italiana Elisabetta Fiorini Mazzanti pubblica la sua opera più nota Specimen Bryologiae Romanae.[74]
- 1830–1837: la botanica belga Marie-Anne Libert pubblica i suoi quattro volumi Plantae cryptogamicae des Ardennes, una raccolta di 400 specie di muschi, felci, licheni, alghe e funghi della regione delle Ardenne. I suoi contributi agli studi crittogamici sistemici furono formalmente riconosciuti dall'imperatore prussiano Federico Guglielmo III e Libert ricevette una medaglia d'oro al merito.[75]
- 1832:1832: la biologa marina francese Jeanne Villepreux-Power inventa il primo acquario di vetro, utilizzandolo come supporto nelle sue osservazioni scientifiche sull'Argonauta argo.[76]
- 1833: le studiose inglesi di alghe Amelia Griffiths e Mary Wyatt pubblicano due libri sulle alghe britanniche locali. Griffiths aveva una reputazione rispettata a livello internazionale come abile collezionista di alghe e studiosa, e il botanico svedese Carl Agardh aveva precedentemente chiamato il genere di alghe Griffithsia in suo onore.[77]
- 1833: Orra White Hitchcock (1796-1863) è una delle prime donne americane illustratrici e artiste botaniche e scientifiche, meglio conosciuta per aver illustrato le opere scientifiche di suo marito, il geologo Edward Hitchcock (1793–1864), ma anche notevole per il proprio lavoro artistico e scientifico. La tavola colorata a mano Autumnal Scenery. View in Amherst è l'opera più vista di Hitchcock.[78]
- 1835: la matematica scozzese Mary Somerville e l'astronoma tedesca Caroline Herschel furono le prime donne elette membri della Royal Astronomical Society.[79][80]
- 1836: la prima geologa e paleontologa inglese Etheldred Benett, nota per la sua vasta collezione di diverse migliaia di fossili, viene nominata membro della Società Imperiale di Storia Naturale di Mosca. La società - che all'epoca ammetteva solo uomini - inizialmente scambiò Benett per un uomo, essendo il suo nome molto rispettato fra gli scienziati, e intestò il diploma di ammissione al "Dominum" (Maestro) Benett.[81][82]
- 1840: la collezionista e illustratrice scozzese di fossili Lady Eliza Maria Gordon-Cumming invita i geologi Louis Agassiz, William Buckland e Roderick Murchison a esaminare la sua collezione di fossili di pesci. Agassiz conferma molte delle scoperte di Gordon-Cumming come nuove specie.[83]
- 1843: tra il 1842 e il 1843 la matematica inglese Ada Lovelace traduce l'articolo di Luigi Menabrea sull'ultima macchina proposta da Charles Babbage, la macchina analitica, aggiungendovi una serie di note, ordinate alfabeticamente. Nella nota G descrive un algoritmo per il motore analitico per calcolare i numeri di Bernoulli. È considerato il primo algoritmo pubblicato, specificamente progettato per l'implementazione su un computer; per questo motivo Ada Lovelace è spesso citata come la prima programmatrice di computer. Il motore non è mai stato completato, quindi il suo programma non è mai stato testato.[84]
- 1843: la botanica britannica e fotografa pionieristica Anna Atkins autopubblica il suo libro Photographs of British Algae, illustrando il lavoro con i cianotipi. Il suo libro è ritenuto il primo libro su qualsiasi argomento ad essere illustrato da fotografie.[85]
- 1846: la zoologa britannica Anne Thynne costruisce il primo acquario marino stabile e autosufficiente.[86]
- 1848: l'astronoma statunitense Maria Mitchell diventa la prima donna eletta all'American Academy of Arts and Sciences; aveva scoperto una nuova cometa l'anno prima.[87]
- 1848–1849: la scienziata inglese Mary Anne Whitby, pioniera nella coltivazione del baco da seta occidentale, collabora con Charles Darwin nella ricerca sulle qualità ereditarie dei bachi da seta.[88][89]
- 1850: l'American Association for the Advancement of Sciences accetta i suoi primi membri donne: l'astronoma Maria Mitchell, l'entomologa Margaretta Morris e l'educatrice scientifica Almira Hart Lincoln Phelps.[90]

## XIX secolo (seconda metà)

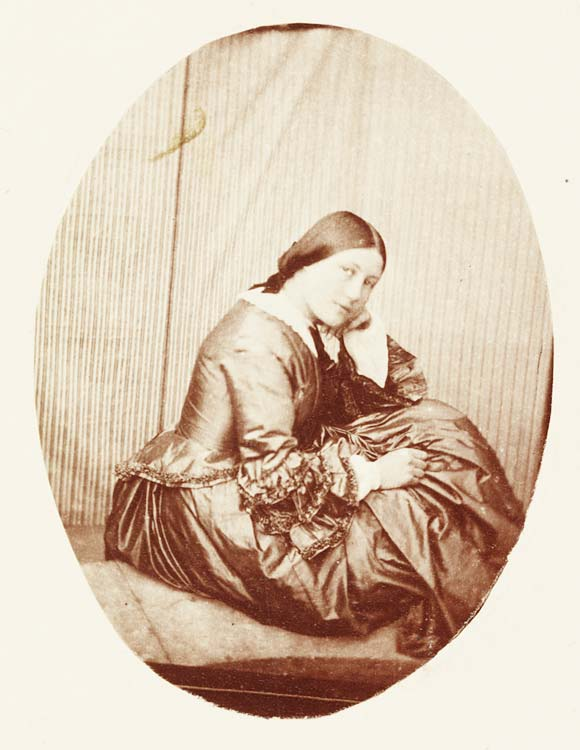
Thereza Dillwyn Llewelyn (1834-1926), astronoma gallese

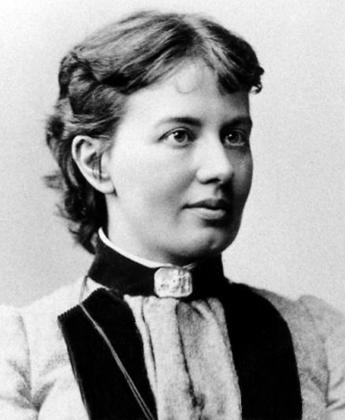
Sofia Kovalevskaya (1850-1891), scienziata russa

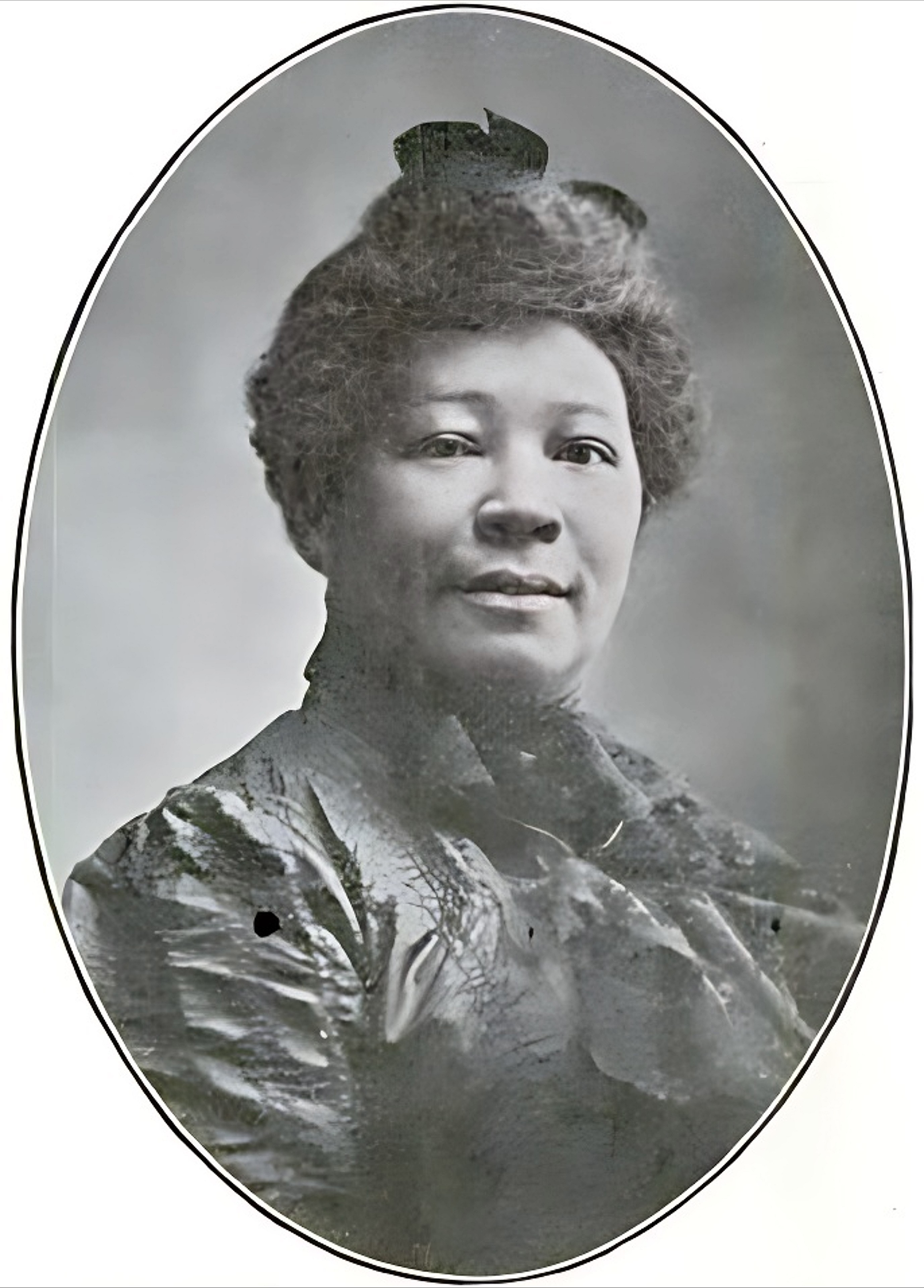
Josephine Silone-Yates (1852-1912), chimica e attivista statunitense

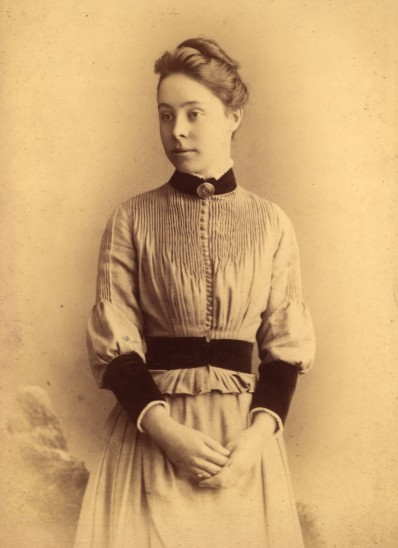
Philippa Fawcett (1868-1948), matematica britannica

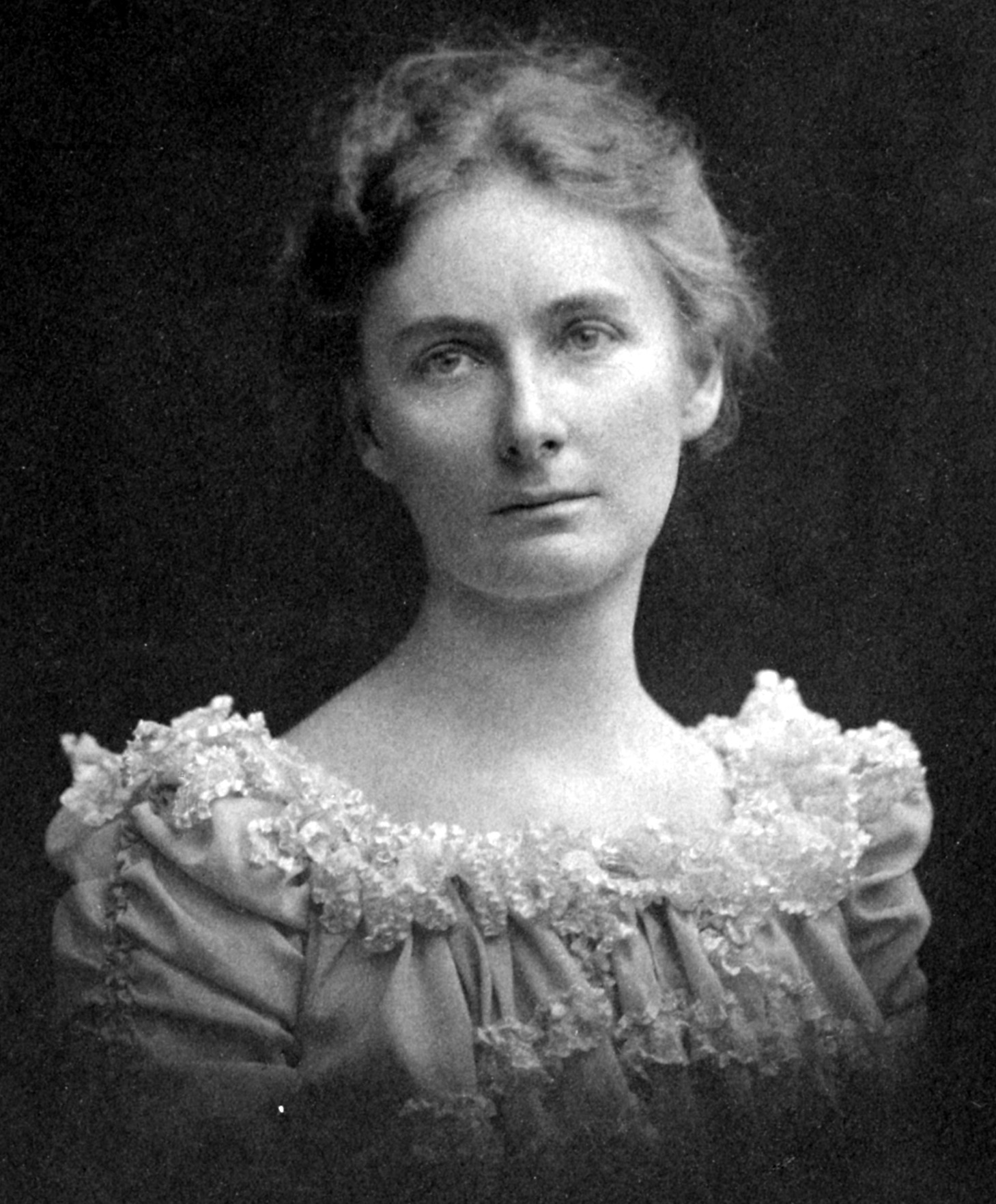
Florence Bascom (1862-1945), geologa statunitense

### 1850-1869
- 1854: la concologa e geologa inglese Mary Horner Lyell è nota soprattutto per il suo lavoro scientifico compiuto nel 1854, quando studiò la sua collezione di lumache di terra delle Isole Canarie. Era sposata con il noto geologo britannico Charles Lyell, che aiutò nel suo lavoro scientifico. Gli storici ritengono che abbia dato un contributo importante al lavoro del marito.[91]
- 1854–1855: l'infermiera britannica e riformatrice sociale Florence Nightingale organizza l'assistenza ai soldati feriti durante la guerra di Crimea ed è ritenuta la fondatrice dell'assistenza infermieristica moderna. I suoi grafici a torta mostravano chiaramente che la maggior parte dei decessi dei soldati derivava da malattie, anziché da ferite di battaglia o da "altre cause", portando il pubblico in generale a chiedere migliori servizi igienico-sanitari negli ospedali da campo.[92]
- 1855: lavorando con suo padre, l'astronoma e fotografa gallese Thereza Dillwyn Llewelyn produce alcune delle prime fotografie della luna.[93]
- 1856: la scienziata atmosferica statunitense Eunice Newton Foote presenta il suo articolo Circumstances affecting the heat of the sun's rays (trad.: Circostanze che influenzano il calore dei raggi del sole) a una riunione annuale dell'Association for the Advancement of Sciences. È stata una delle prime ricercatrici dell'effetto serra.[94]
- 1862: la botanica belga Marie-Anne Libert diventa la prima donna a far parte della Royal Botanical Society of Belgium, dove viene nominata membro onorario.[95]
- 1863: la naturalista tedesca Amalie Dietrich giunge in Australia per raccogliere esemplari vegetali, animali e antropologici per il Museo tedesco Godeffroy. Rimane in Australia per il decennio successivo, scoprendo una serie di nuove specie vegetali e animali, ma diviene anche famosa negli anni successivi per la sua rimozione di scheletri aborigeni - e il possibile incitamento alla violenza contro gli aborigeni - per scopi di ricerca antropologica.[96][97]

### 1870-1879
- 1869/1870: l'apicoltrice statunitense Ellen Smith Tupper diventa la prima donna curatrice di un diario entomologico.[98]
- 1870: la botanica britannica Katharine Murray Lyell è autrice di uno dei primi libri sulla distribuzione mondiale delle felci ed editrice di volumi di corrispondenza di molti importanti scienziati dell'epoca.[99]
- 1870: Ellen Swallow Richards è la prima donna statunitense a laurearsi in chimica.[100]
- 1870: la chimica russa Anna Volkova diventa la prima donna membro della Società Chimica Russa.[101]
- 1875:  l'archeologa ungherese Zsófia Torma scavando sul sito di Turdaș-Luncă nella contea di Hunedoara, oggi in Romania, porta alla luce preziosi reperti preistorici, una delle scoperte archeologiche più importanti d'Europa.[102]
- 1876-1878: la naturalista statunitense Mary Treat studia piante insettivore in Florida. I suoi contributi alla comprensione scientifica di come queste piante catturassero e digerissero le prede riceve il riconoscimento di Charles Darwin e Asa Gray.[103]

### 1880-1889
- 1880: la chimica tedesca autodidatta Agnes Pockels inizia a studiare la tensione superficiale, diventando una figura pioniera nel campo della scienza delle superfici. L'attrezzatura di misurazione che ha sviluppato ha fornito le basi di base per le moderne analisi quantitative dei film di superficie.[104]
- 1883: l'etnologa statunitense Erminnie A. Smith, la prima donna etnografa sul campo, pubblica la sua raccolta di leggende irochesi Myths of the Iroquois.[105]
- 1884: l'articolo della zoologa inglese Alice Johnson sugli embrioni di tritone è il primo articolo scritto da una donna ad apparire negli Atti della Royal Society.[106]
- 1886: la botanica Emily Lovira Gregory è la prima donna membro dell'American Society of Naturalists.[107]
- 1888: la scienziata russa Sofia Kovalevskaya scopre la cima di Kovalevskaya, una cima simmetrica in cui due momenti di inerzia sono uguali e il baricentro giace sull'asse di simmetria. La scoperta viene presentata nel suo articolo Sur le problème de la rotation d'un corps solide autour d'un point fixe, che vince il Prix Bordin dall'Accademia francese delle scienze. Questo lavoro diventò famoso nell’ambiente matematico perché usava risultati astratti di teorie di matematica pura per dare risposta a problemi applicati e importanti di fisica.[108][109]
- 1888: la chimica statunitense Josephine Silone Yates viene nominata capo del Dipartimento di Scienze Naturali del Lincoln Institute (poi Lincoln University), diventando la prima donna di colore a dirigere un dipartimento di scienze del college.[110][111]

### 1890-1899
- 1890: la chimica austriaca Ida Freund è la prima donna a lavorare come docente universitario di chimica nel Regno Unito, promossa a docente ordinario al Newnham College di Cambridge.[112]
- 1890: l'educatrice e divulgatrice scientifica Agnes Giberne co-fonda la British Astronomical Association. Successivamente, l'astronoma inglese Elizabeth Brown è nominata Direttrice della Sezione Solare dell'associazione, nota per i suoi studi sulle macchie solari e altri fenomeni solari.[113]
- 1890: la matematica Philippa Fawcett è la prima donna a ottenere il punteggio più alto negli esami Cambridge Mathematical Tripos, un punteggio "sopra il Senior Wrangler ". (All'epoca, le donne non erano idonee a essere nominate Senior Wrangler).[114]
- 1891: l'astronoma statunitense Dorothea Klumpke viene nominata capo dell'Ufficio delle misurazioni dell'Osservatorio di Parigi. Nel decennio successivo, oltre a completare il dottorato in scienze, lavora al progetto di mappatura Carte du Ciel. È premiata per il suo lavoro con il primo Prix de Dames dalla Société astronomique de France e nominata Ufficiale dell'Accademia delle Scienze di Parigi.[115]
- 1892: la psicologa statunitense Christine Ladd-Franklin presenta la sua teoria evolutiva sullo sviluppo della visione dei colori al Congresso internazionale di psicologia.[116]
- 1893: Florence Bascom è la prima donna a ricevere un dottorato di ricerca presso la Johns Hopkins University. I geologi la considerano la "prima donna geologa" degli Stati Uniti.[117]
- 1893: la botanica statunitense Elizabeth Gertrude Britton diventa membro fondatore della Botanical Society of America.[118]
- 1895: la fisiologa inglese Marion Bidder è la prima donna a parlare e presentare il proprio articolo ad una riunione della Royal Society Royal Society.[119]
- 1896: la micologa e lichenologa inglese Annie Lorrain Smith diventa un membro fondatore della British Mycological Society e in seguito ne diventa per due volte Presidente.[120]
- 1897: le citologhe e zoologhe statunitensi Katharine Foot ed Ella Church Strobell iniziano a lavorare come partner di ricerca. Insieme, aprono la strada alla pratica di fotografare campioni di ricerca microscopica e inventano una nuova tecnica per creare campioni di materiale sottile a temperature più fredde.[121]
- 1898: la fisica danese Kirstine Meyer riceve la medaglia d'oro della Royal Danish Academy of Sciences and Letters.[122]
- 1898: la studiosa italiana di malacologia Marianna Paulucci, primo scienziato a compilare e pubblicare un elenco di specie della malacofauna italiana, dona la sua collezione di esemplari al Museo Reale di Storia Naturale di Firenze.[123]
- 1899: la fisica irlandese Edith Anne Stoney viene nominata docente di fisica presso la London School of Medicine for Women, diventando la prima fisica medica donna. In seguito diviene una figura pioniera nell'uso delle macchine a raggi X, in prima linea durante la prima guerra mondiale.[124]

## XX secolo (prima metà)

### 1900-1909

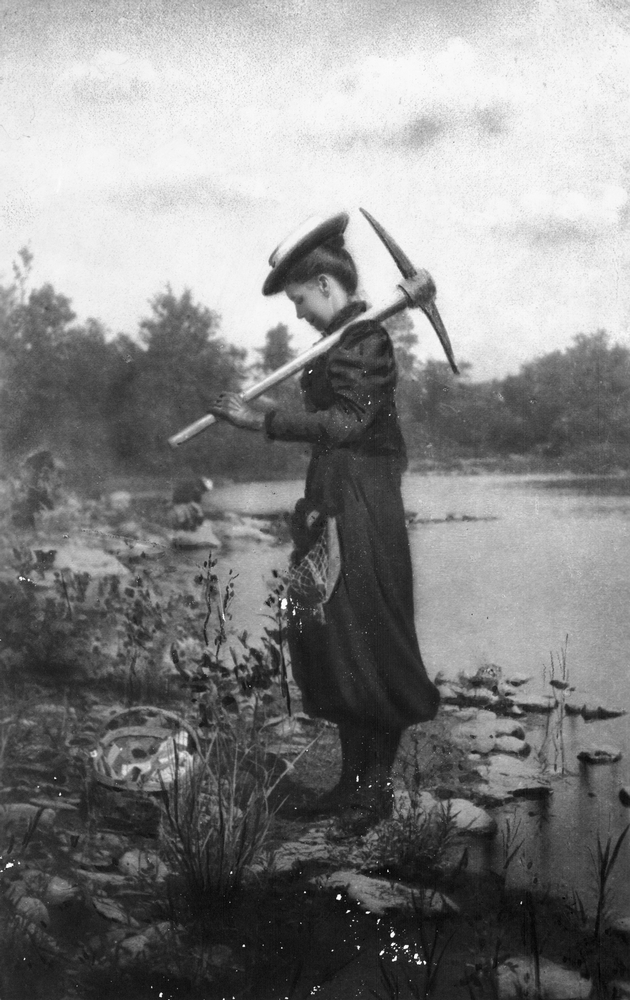
Zonia Baber (1862-1956), geologa e geografa statunitense

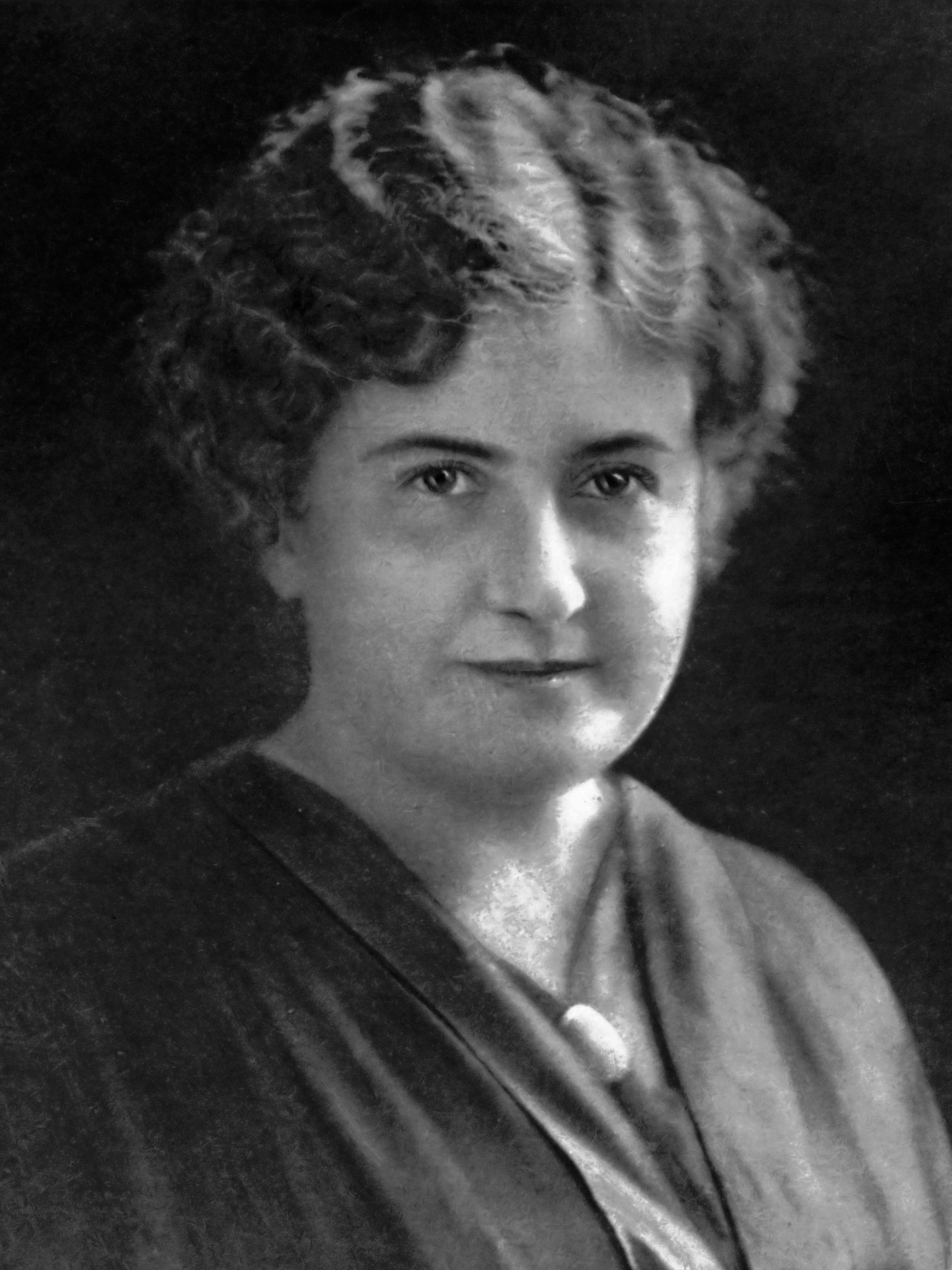
Maria Montessori (1870-1952), educatrice e scienziata italiana

- 1900: le fisiche Marie Curie e Isabelle Stone partecipano al primo Congresso Internazionale di Fisica a Parigi, uniche donne su 836 partecipanti.[125]
- 1901: l'astronoma statunitense Annie Jump Cannon pubblica il suo primo catalogo di spettri stellari che classifica le stelle in base alla temperatura, un metodo che sarà universalmente e permanentemente adottato da altri astronomi.[126]
- 1903: la microbiologa britannica Grace Coleridge Frankland pubblica Bacteria in Daily Life; l'anno successivo viene respinta la petizione presentata con altre 18 scienziate perché le donne vengano ammesse come fellows nella Chemical Society.[127]
- 1903: la fisica e chimica di origine polacca Marie Curie è la prima donna a ricevere un premio Nobel per la fisica insieme al marito Pierre Curie "per le loro ricerche congiunte sui fenomeni di radiazione scoperti dal professor Henri Becquerel".[128][129]
- 1904: la geografa, geologa ed educatrice statunitense Zonia Baber pubblica il suo articolo The Scope of Geography, nel quale espone le sue teorie educative sull'insegnamento della geografia, sostenendo un approccio più interdisciplinare ed esperienziale da parte degli studenti nell'apprendimento di questa materia. Secondo Baber, la loro formazione, più che sui libri di testi, dovrebbe avvenire sul campo, sul lavoro di laboratorio e sulla conoscenza della creazione di mappe. Le sue idee educative hanno trasformato il modo in cui le scuole insegnavano la geografia.[130]
- 1904: le chimiche britanniche Ida Smedley, Ida Freund e Martha Whiteley organizzano una petizione, sottoscritta da 19 firmatarie, chiedendo alla Chemical Society di ammettere le donne come Fellow; la loro petizione viene respinta.[131]
- 1904: la paleobotanica e attivista britannica per i diritti delle donne Marie Stopes riceve l'incarico di docente di Paleobotanica all'Università di Manchester, prima accademica donna di questa università. Nel 1921 fonda con il marito la prima clinica per la contraccezione femminile in Gran Bretagna.[132]
- 1904: la Linnean Society of London elegge le sue prime donne Fellow, che includono l'orticultrice Ellen Willmott, l'ornitologa Emma Turner, la biologa Lilian Jane Gould, le micologhe Gulielma Lister e Annie Lorrain Smith, le botaniche Mary Anne Stebbing, Margaret Jane Benson e Ethel Sargant.[133][134]
- 1905: la genetista statunitense Nettie Stevens scopre i cromosomi sessuali.[135]
- 1906: la botanica statunitense Alice Eastwood durante il terremoto di San Francisco salva quasi 1500 esemplari di piante rare dall'edificio in fiamme della California Academy of Sciences, grazie al suo sistema di collocazione degli esemplari tipo - non convenzionale all'epoca - sistemati in luoghi separati dalle altre collezioni.[136]
- 1906: la chimica russa Irma Goldberg pubblica un articolo su due reazioni chimiche che coinvolgono la presenza di rame e la creazione di un legame azoto-carbonio con un alogenuro aromatico. Queste reazioni furono successivamente denominate reazione di Goldberg e reazione di Jourdan-Ullman-Goldberg.[137]
- 1906: la fisica, matematica e ingegnere inglese Hertha Ayrton è la prima donna a ricevere la medaglia Hughes dalla Royal Society of London per la sua ricerca sperimentale sugli archi elettrici e le increspature della sabbia.[138]
- 1906: l'entomologa britannica Emma Hutchinson, dopo la sua morte, dona al Museo di Storia Naturale di Londra la collezione di 20.000 farfalle e falene. Come donna le era stato impedito di entrare a far parte delle società scientifiche locali, ma ricevette in seguito riconoscimento del suo lavoro quando una forma variante della farfalla virgola fu chiamata in suo onore hutchinsoni.[139]
- 1909: Alice Wilson è la prima geologa donna assunta dal Geological Survey of Canada. È accreditata come la prima geologa canadese.[140][141]

### 1910-1919

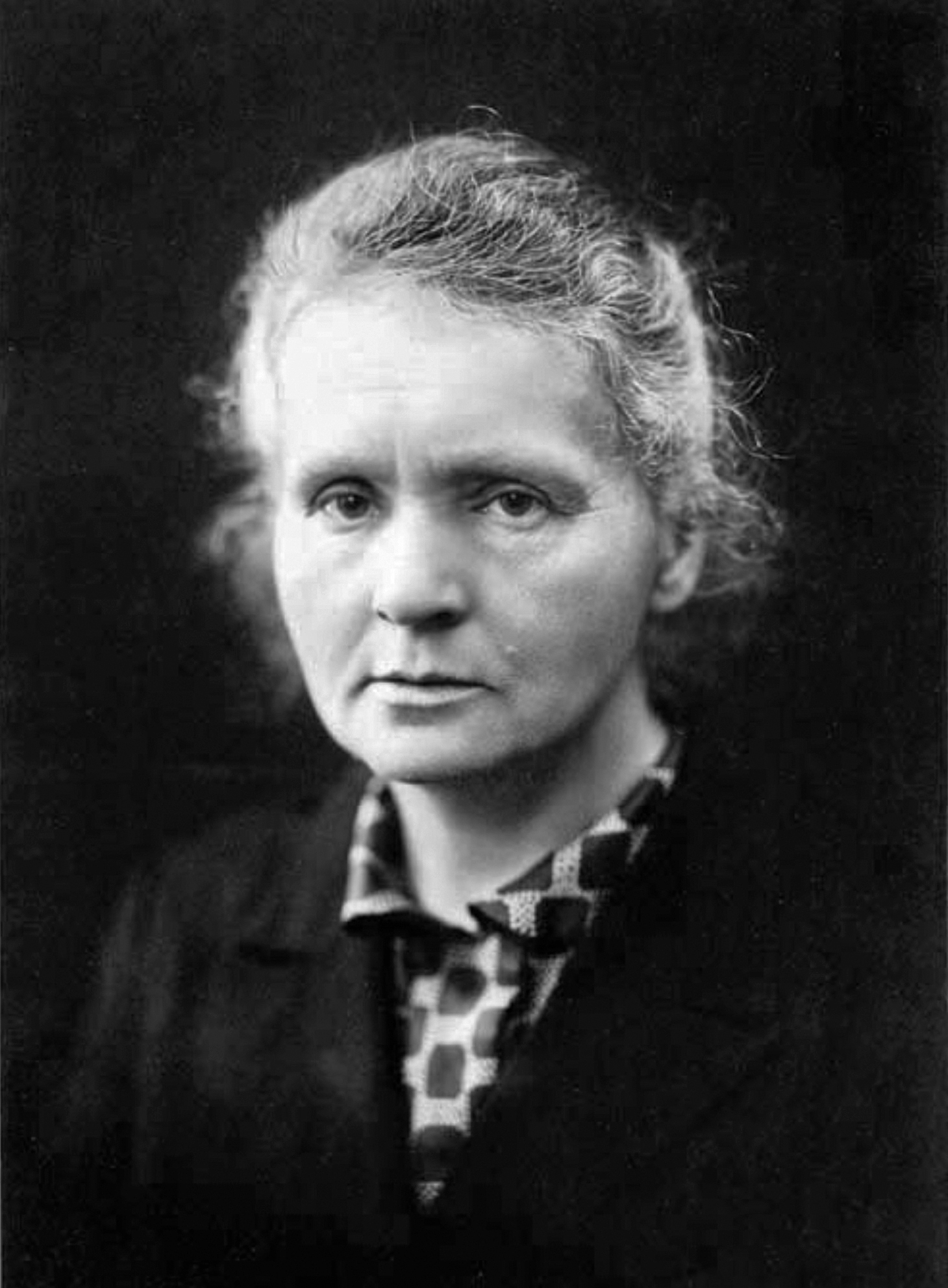
Marie Curie (1867-1934), fisica e chimica polacca

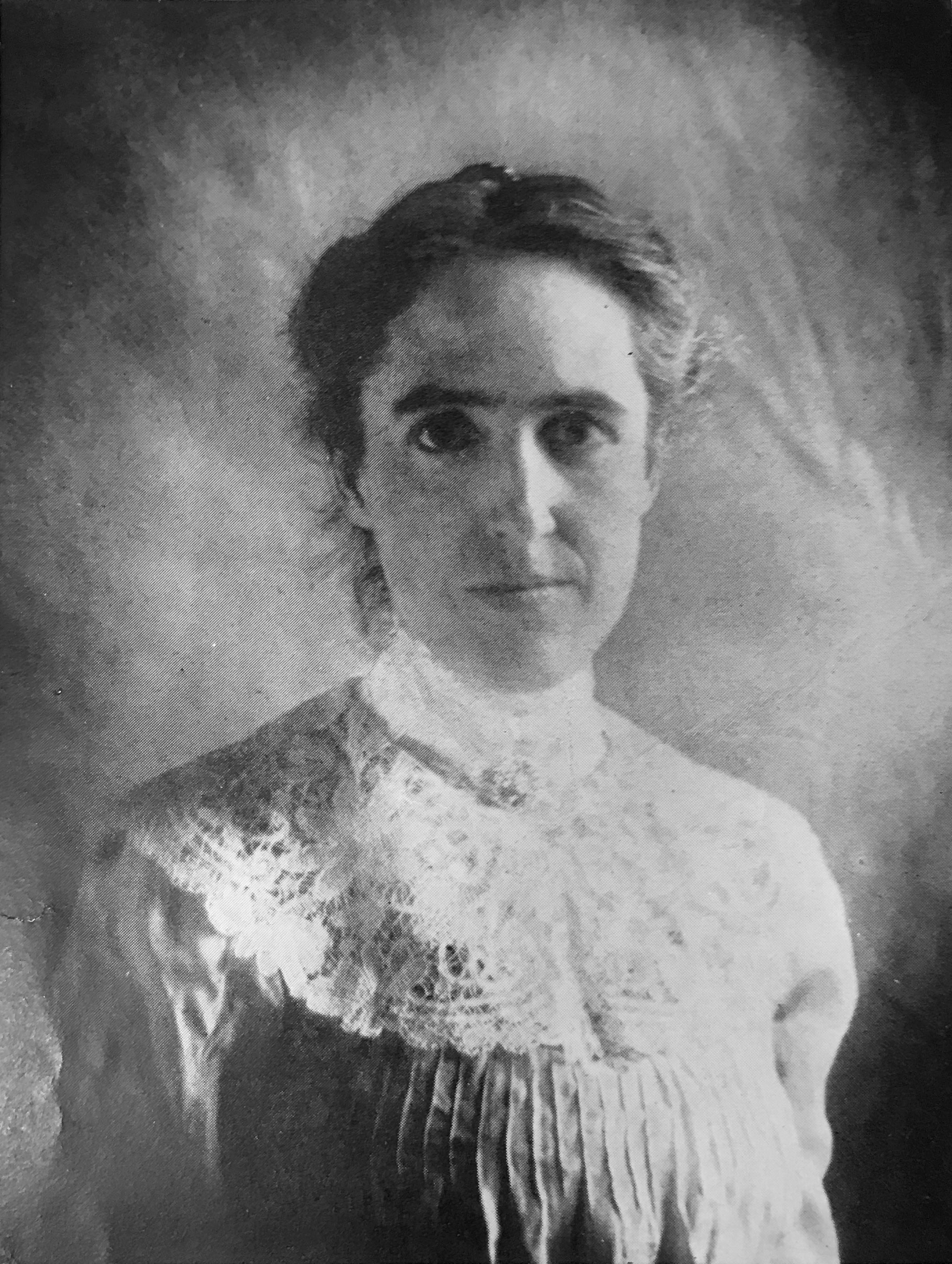
Henrietta Swan Leavitt (1868-1921), astronoma statunitense

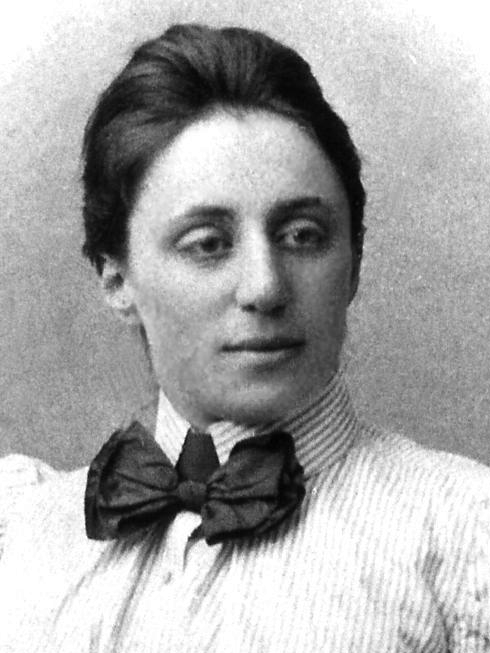
Emmy Noether (1882-1935), fisica e matematica tedesca

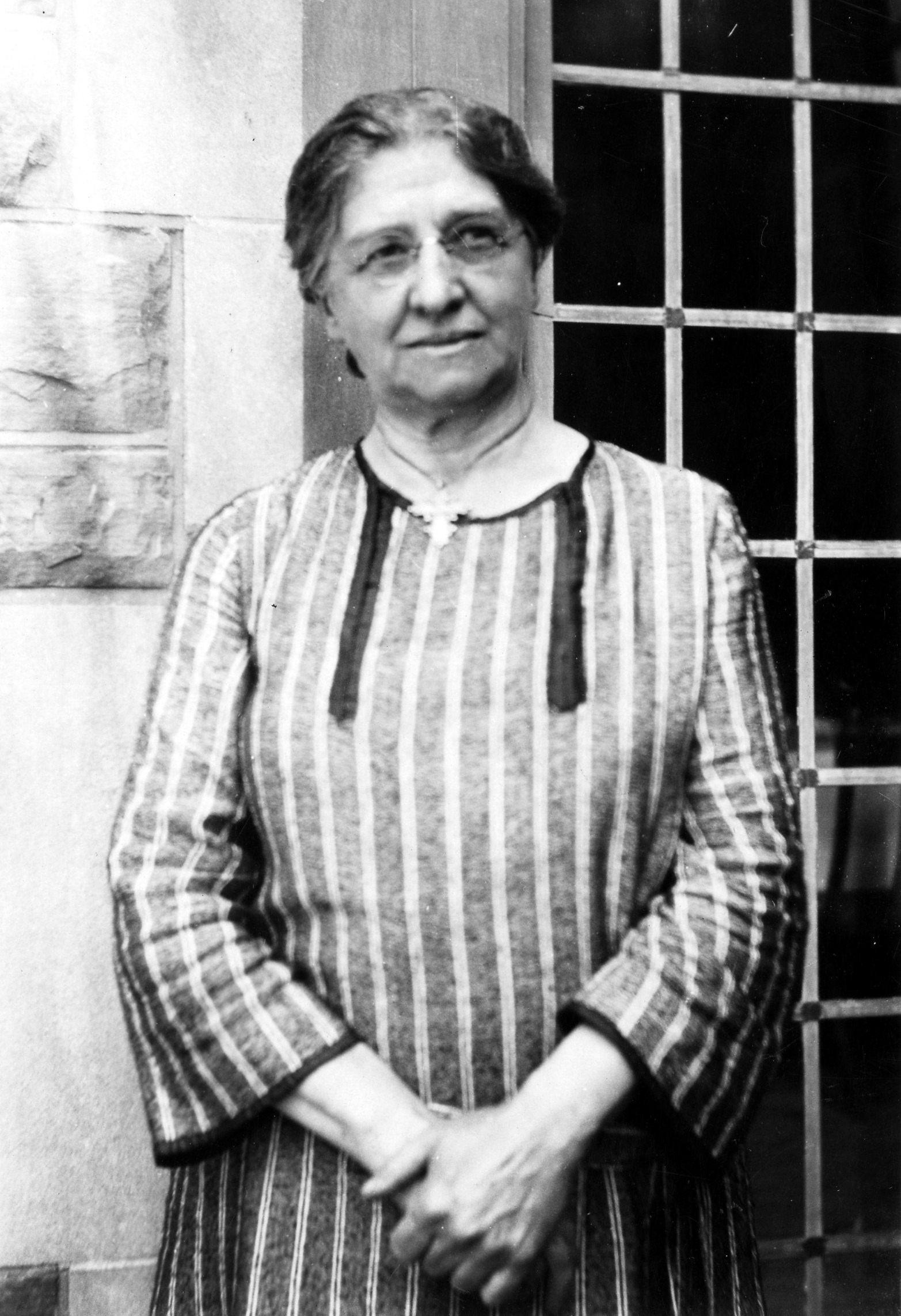
Carrie Derick (1862-1941), genetista canadese

- 1911: la fisica e chimica di origine polacca Marie Curie è la prima donna a ricevere il Premio Nobel per la Chimica, e la prima persona in assoluto a vincere per due volte il Premio Nobel.[142][143][144]
- 1912: l'astronoma statunitense Henrietta Swan Leavitt durante il suo studio sui periodi del ciclo luminoso-debole delle stelle Cefeidi, trova un metodo per calcolare la distanza di tali stelle dalla Terra.[145]
- 1913: Izabela Textorisová, la prima donna botanica slovacca, pubblica Florisztikai dataky Turócz vármegyéből (trad.: Dati floristici della contea di Turóc) sulla rivista Botanikai Közlemények. Con il suo lavoro ha scoperto oltre 100 specie di piante sconosciute dell'area di Turóc.[146]
- 1913: la fisica e chimica canadese Maud Menten è coautrice di un articolo sulla cinetica degli enzimi, che porta allo sviluppo dell'equazione cinetica di Michaelis-Menten.[147]
- 1914–1918: durante la prima guerra mondiale, un team di sette chimiche britanniche conduce ricerche pionieristiche sugli antidoti chimici e sui gas di guerra. La leader del progetto, Martha Whiteley, viene insignita dell'Ordine dell'Impero Britannico per i suoi contributi in tempo di guerra.[148]
- 1916: Chika Kuroda è la prima donna giapponese a conseguire una laurea in scienze all'Università Imperiale di Tohoku; dopo la laurea viene nominata assistente universitaria.[149]
- 1917: la zoologa statunitense Mary J. Rathbun riceve il dottorato di ricerca presso la George Washington University. Nonostante non avesse mai frequentato il college - o qualsiasi istruzione formale oltre il liceo - Rathbun era autrice di più di 80 pubblicazioni scientifiche, aveva descritto oltre 674 nuove specie di crostacei e sviluppato un sistema per le registrazioni relative ai crostacei allo Smithsonian Museum.[150]
- 1917: la biologa e genetista olandese Jantina Tammes diventa la prima docente universitaria nei Paesi Bassi; è nominata docente straordinaria di fitopatologia all'Università di Utrecht.[151]
- 1918: la fisica e matematica tedesca Emmy Noether crea il teorema di Noether spiegando la connessione tra simmetria e leggi di conservazione.[152]

### 1920-1929

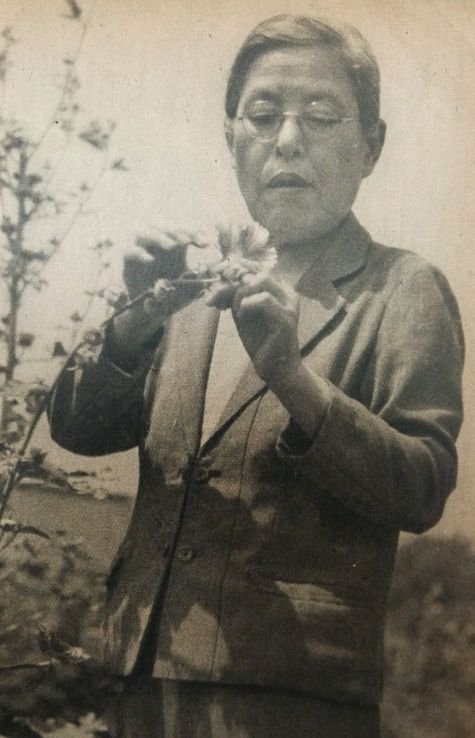
Kono Yasui (1880-1971), biologa giapponese

- 1920: Louisa Bolus viene eletta membro della Royal Society of South Africa per i suoi contributi alla botanica. Nel corso della sua vita identifica oltre 1700 nuove specie di piante sudafricane, più specie di qualsiasi altro botanico in Sudafrica.[153]
- 1925: la botanica messicana Ynes Mexia intraprende la sua prima spedizione botanica in Messico, raccogliendo oltre 1500 esemplari di piante. Nel corso dei successivi tredici anni, Mexia raccoglie più di 145.000 esemplari dal Messico, dall'Alaska e da diversi paesi del Sud America, scoprendo 500 nuove specie.[154]
- 1925: la scienziata medica statunitense Florence Sabin diventa la prima donna eletta all'Accademia nazionale delle scienze.[155]
- 1925: l'astronoma e astrofisica britannica-statunitense Cecilia Payne-Gaposchkin stabilisce che l'idrogeno è l'elemento più comune nelle stelle, e quindi l'elemento più abbondante nell'universo.[156]
- 1928: la biologa britannica Kathleen Carpenter pubblica il primo libro di testo in lingua inglese dedicato all'ecologia delle acque dolci: Life in Inland Waters.[157]
- 1929: la botanica statunitense Margaret Clay Ferguson diventa la prima donna presidente della Botanical Society of America.[158]

### 1930-1939

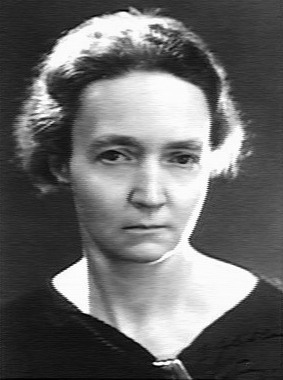
Irène Joliot-Curie (1897-1956), chimica francese

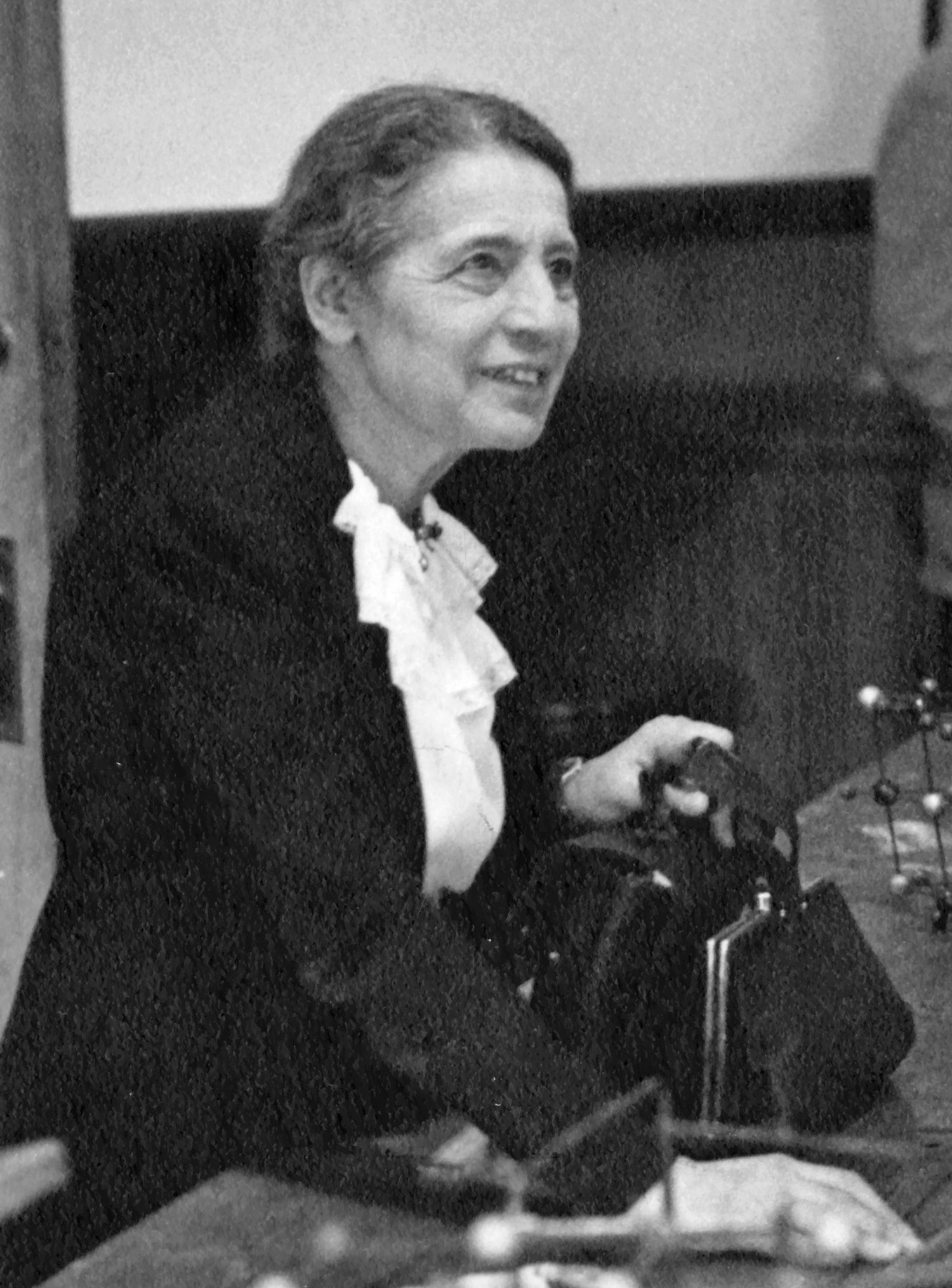
Lise Meitner (1878-1968), fisica austriaca

- 1935: la chimica francese Irène Joliot-Curie riceve il Premio Nobel per la Chimica insieme a Frédéric Joliot-Curie "per la loro sintesi di nuovi elementi radioattivi".[159]
- 1936: la sismologa e geofisica danese Inge Lehmann scopre che la Terra ha un nucleo interno solido distinto dal suo nucleo esterno.[160]
- 1938: la geologa canadese Alice Wilson diventa la prima donna nominata membro della Canada Royal Society of Canada.[141]
- 1938: la naturalista sudafricana Marjorie Courtenay-Latimer scopre un pesce celacanto vivo catturato vicino al fiume Chalumna. Si credeva che la specie fosse estinta da oltre 60 milioni di anni. In suo onore fu chiamata latimeria chalumnae.[161]
- 1939: la fisica austro-svedese Lise Meitner insieme a Otto Hahn guida il piccolo gruppo di scienziati che per primi scoprono la fissione nucleare dell'uranio quando assorbe un neutrone in più; i risultati vengono pubblicati all'inizio del 1939.[162]
- 1939: la fisica francese Marguerite Perey scopre il francio.[163]

### 1940-1949

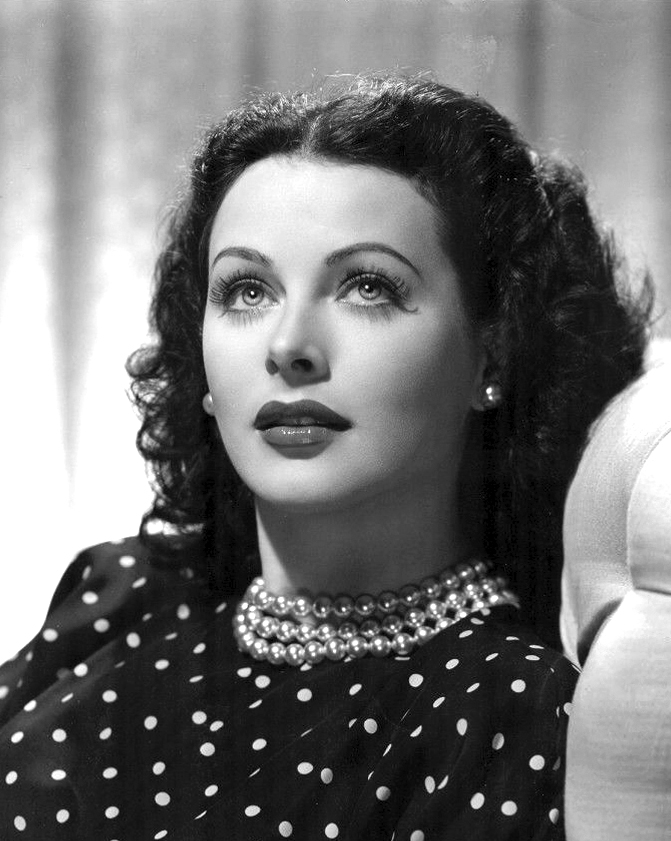
Hedy Lamarr (1914-2000), attrice e inventrice austriaca

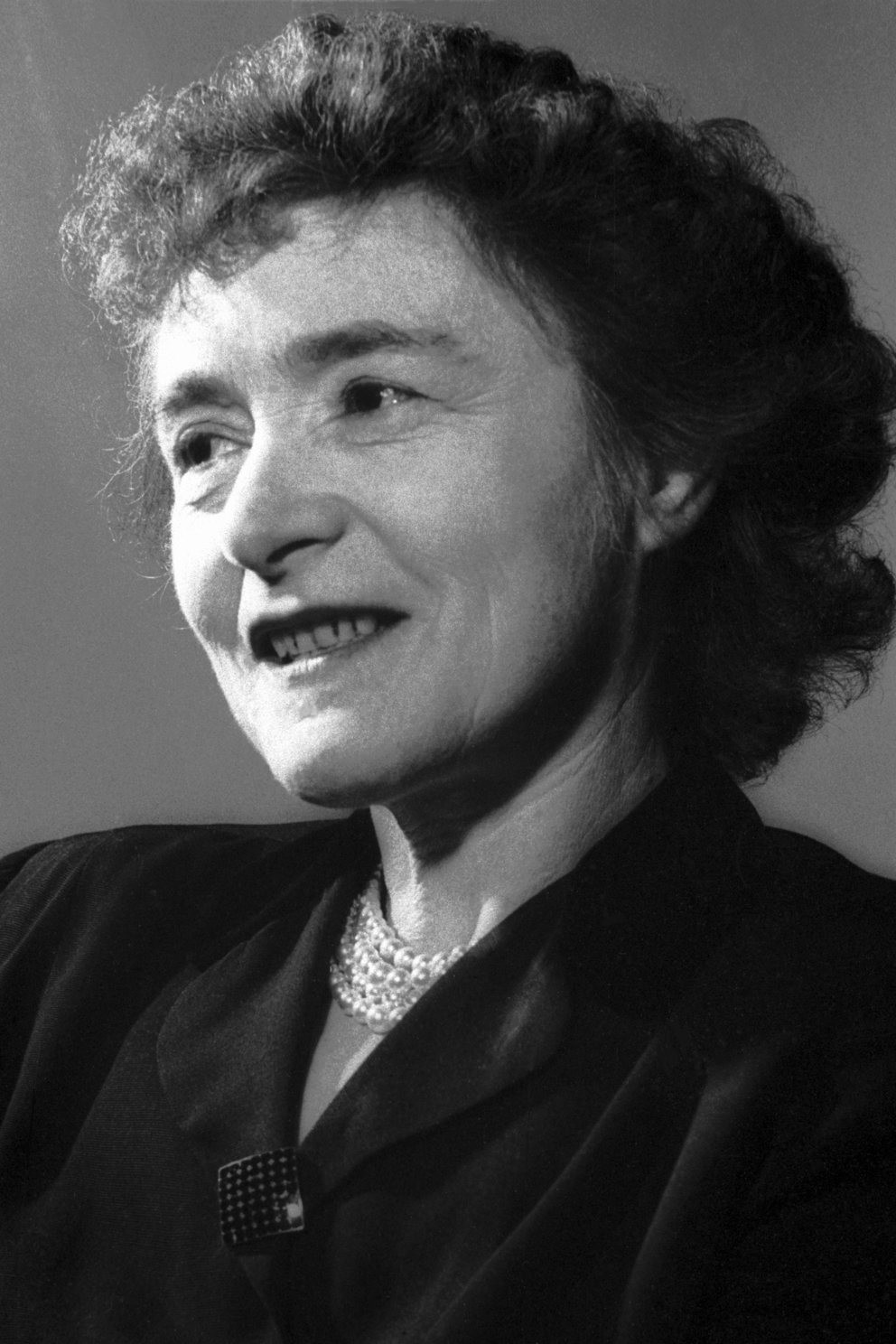
Gerty Cori (1896-1957), biochimica ceca

- 1940:  l'archeologa, sumerologa, assiriologa e scrittrice turca Muazzez İlmiye Çığ, dopo aver conseguito la laurea nel 1940 inizia una carriera pluridecennale presso il Museo dell'Antico Oriente, una delle tre istituzioni che compongono i Musei Archeologici di Istanbul, come specialista nel campo delle tavolette cuneiformi, migliaia delle quali venivano conservate non tradotte e non classificate negli archivi della struttura. Negli anni successivi, grazie ai suoi sforzi nella decifrazione e pubblicazione delle tavolette, il Museo diventa un centro di apprendimento delle lingue mediorientali frequentato da studiosi di storia antica provenienti da ogni parte del mondo.[164]
- 1942: l'attrice e inventrice statunitense di origini austriache Hedy Lamarr e il compositore George Antheil sviluppano un sistema di guida radio per i siluri alleati che utilizza lo spettro diffuso e la tecnologia di salto di frequenza per sconfiggere la minaccia di disturbo da parte delle potenze dell'Asse. Sebbene la Marina degli Stati Uniti non abbia adottato la tecnologia fino agli anni '60, i principi del loro lavoro sono incorporati nella tecnologia Bluetooth e sono simili ai metodi utilizzati nelle versioni legacy di CDMA e Wi-Fi. Questo lavoro ha portato alla loro introduzione nella National Inventors Hall of Fame nel 2014.[165]
- 1942: l'ingegnere aerospaziale nativa americana Mary Golda Ross viene assunta presso la Lockheed Aircraft Corporation, dove lavora sulla risoluzione di problemi riguardanti gli aerei militari. Continua a lavorare per la NASA, sviluppando requisiti operativi, piani di volo e un manuale di volo planetario per missioni spaziali come il programma Apollo.[166]
- 1945: le fisiche e matematiche statunitensi Frances Spence, Ruth Teitelbaum, Marlyn Meltzer, Betty Holberton, Jean Bartik e Kathleen Antonelli programmano il computer elettronico ENIAC, diventando fra i primi programmatori di computer al mondo.[167]
- 1945: Marjory Stephenson e Kathleen Lonsdale vengono elette prime donne Fellow della Royal Society.[168]
- 1947: la biochimica ceca Gerty Cori diventa la prima donna a ricevere il Premio Nobel per la Medicina, condiviso con Carl Ferdinand Cori "per la loro scoperta del corso della conversione catalitica del glicogeno", e a Bernardo Alberto Houssay "per la scoperta del ruolo svolto dall'ormone del lobo ipofisario anteriore nel metabolismo dello zucchero".[169][170]
- 1948: la limnologa statunitense Ruth Patrick dell'Accademia di scienze naturali di Filadelfia guida un team multidisciplinare di scienziati in un'ampia indagine sull'inquinamento dello spartiacque del fiume Conestoga in Pennsylvania.[171] Patrick diventerà un'autorità di primo piano sugli effetti ecologici dell'inquinamento dei fiumi, ricevendo il Premio Tyler per i risultati ambientali nel 1975.[172]
- 1948: Margaret Newton, fitopatologa e micologa canadese, diventa la prima donna a ricevere la medaglia Flavelle dalla Royal Society of Canada, in riconoscimento della sua vasta ricerca sulla malattia fungina della ruggine del grano. I suoi esperimenti hanno portato allo sviluppo di ceppi di grano resistenti alla ruggine.[173]
- Winifred Goldring (1888-1971), paleontologa statunitense, è la prima donna presidente della Società Paleontologica; il suo lavoro include una descrizione delle stromatoliti e lo studio dei crinoidi devoniani. Fu la prima donna negli Stati Uniti ad essere nominata Paleontologa di Stato.[174]

## XX secolo (seconda metà)

### 1950-1959

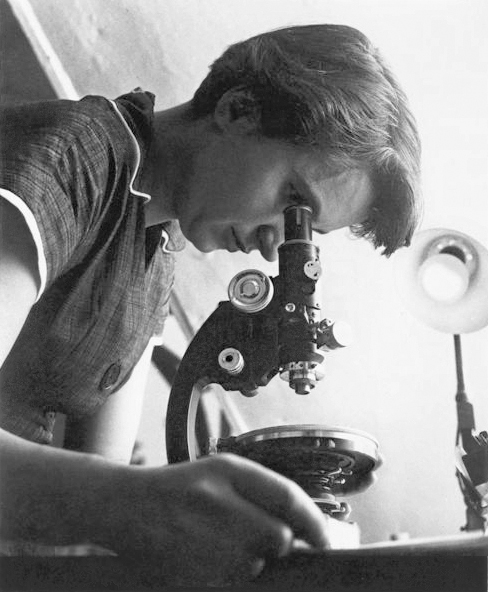
Rosalind Franklin (1920-1958), chimica britannica

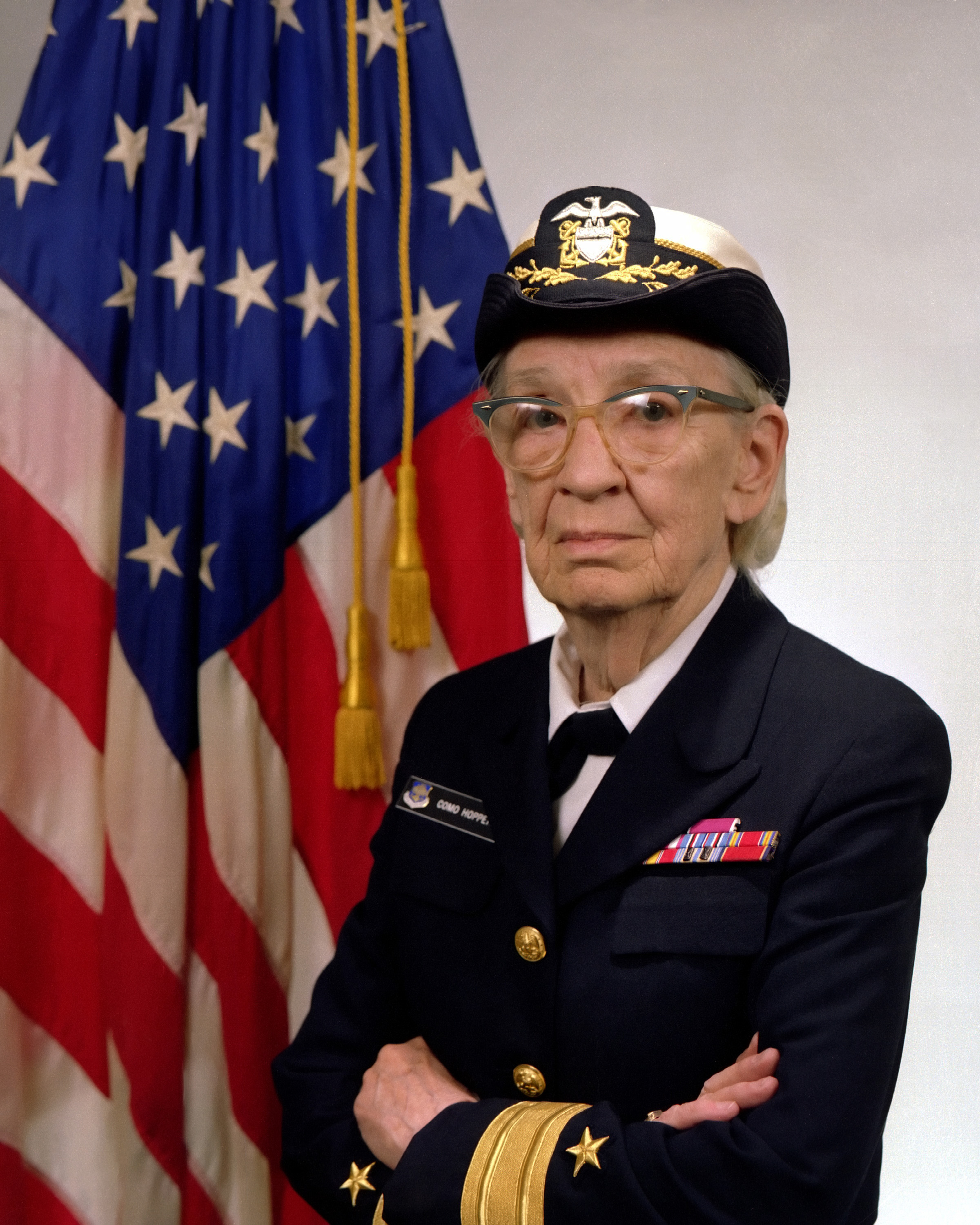
Grace Hopper (1906-1992), matematica e informatica statunitense

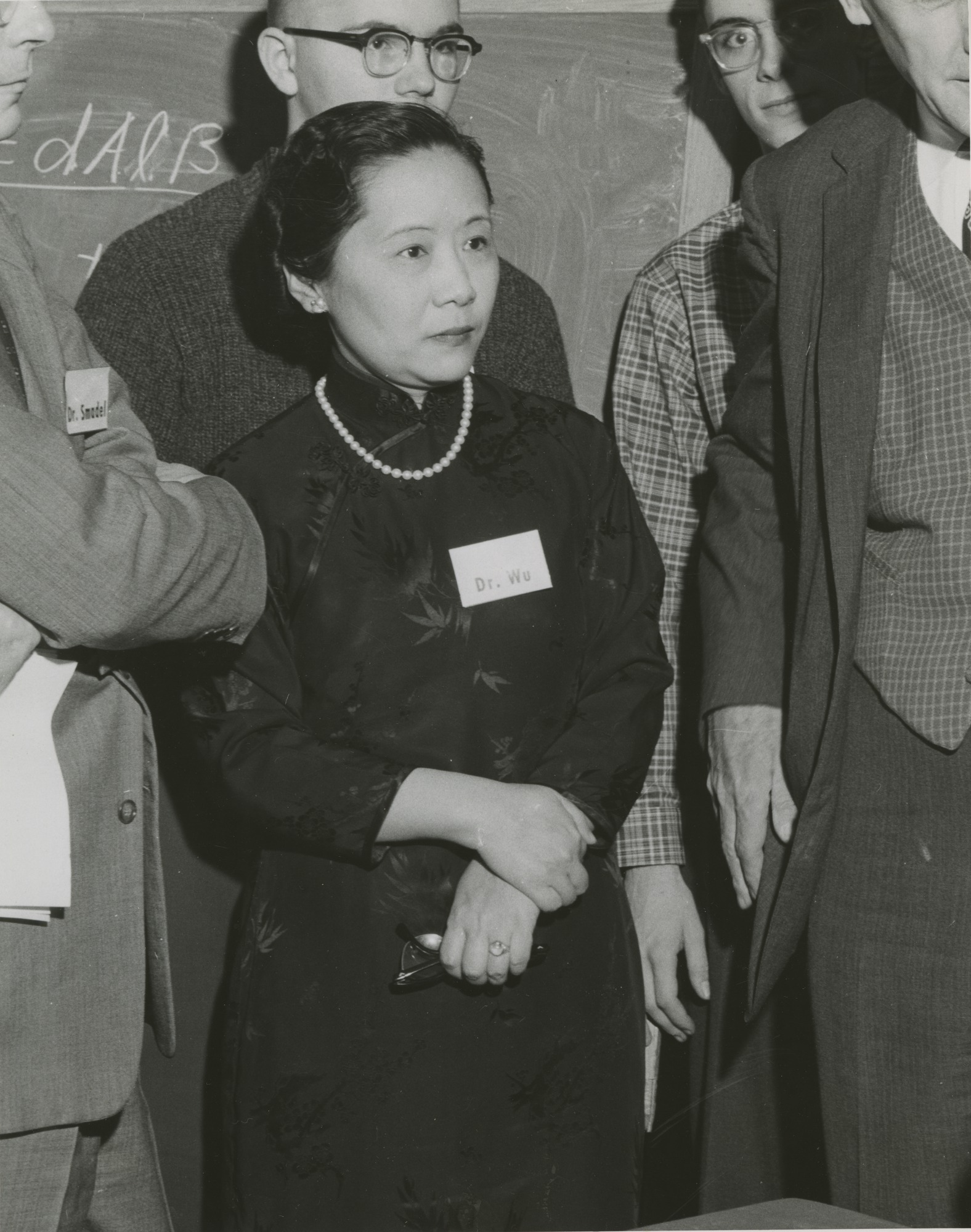
Chien-Shiung Wu (1912-1997), fisica cinese

- 1950: la scienziata cinese Tsai-Fan Yu partecipa alla ondazione di una clinica presso il Mount Sinai Medical Center per lo studio e il trattamento della gotta. Lavorando con Alexander B. Gutman, Yu scopre che i livelli di acido urico sono un fattore nel dolore provato dai pazienti con gotta e successivamente sviluppa diversi farmaci efficaci per il trattamento di questa malattia.[175]
- 1950: la fisica delle particelle cinese Chien-Shiung Wu pubblica il suo lavoro dimostrando la validità dell'entanglement quantistico che contrasta con il paradosso EPR di Albert Einstein e la validità del decadimento beta.[176][177][178][179]
- 1950: la microbiologa statunitense Esther Lederberg è stata la prima a isolare il fago lambda, un virus del DNA, da Escherichia coli K-12.[180]
- 1952:  l'informatica statunitense Grace Hopper completa quello che è considerato il primo compilatore, un programma che consente a un utente di computer di utilizzare un linguaggio di programmazione ad alto livello leggibile dall'uomo invece del codice macchina. Era conosciuto come il compilatore A-0.[181]
- 1952: la fotografia 51, un'immagine di diffrazione di raggi X del DNA cristallizzato, è stata scattata da Raymond Gosling nel maggio 1952, mentre lavorava come dottorando sotto la supervisione della chimica e biofisica britannica Rosalind Franklin;[182][183][184][185] era una prova fondamentale nell'identificare la struttura del DNA.[186][187]
- 1953: la radiobiologa canadese-britannica Alma Howard è coautrice di un articolo nel quale sostiene che la vita cellulare passa attraverso quattro periodi distinti. Questo è diventato il primo concetto del ciclo cellulare.[188]
- 1954: Lucy Cranwell è stata la prima donna a ricevere la medaglia Hector dalla Royal Society of New Zealand. È stata riconosciuta per il suo lavoro pionieristico con il polline nel campo emergente della palinologia.[189]
- 1955: Moira Dunbar diventa la prima donna glaciologa a studiare il ghiaccio marino da una nave rompighiaccio canadese.[190][191][192]
- 1955: la geochimica giapponese Katsuko Saruhashi pubblica la sua ricerca sulla misurazione dei livelli di acido carbonico nell'acqua di mare. L'articolo include Saruhashi's Table, uno strumento di misurazione che aveva sviluppato, incentrato sull'utilizzo della temperatura dell'acqua, del livello di pH e della clorurità per determinare i livelli di acido carbonico. Il suo lavoro ha contribuito alla comprensione globale del cambiamento climatico e la Tabella di Saruhashi verrà utilizzata dagli oceanografi per i successivi 30 anni.[193]
- 1955-1956: la biologa marina sovietica Maria Klenova è la prima scienziata a lavorare in Antartide, conducendo ricerche e assistendo nella creazione della stazione di Mirny Antarctic.[194]
- 1956: la zoologa e femminista canadese Anne Innis Dagg inizia la ricerca comportamentale sulle giraffe selvatiche in Sudafrica nel Kruger National Park. Pubblica testi femministi contestando il nepotismo presente nelle istituzioni accademiche del Nord America.[195][196]
- 1956: la fisica cinese Chien-Shiung Wu conduce un esperimento di fisica nucleare in collaborazione con il Low Temperature Group del National Bureau of Standards degli Stati Uniti che diventa una base importante per il Modello Standard nella fisica delle particelle e che porta una prima risposta alla domanda sull'esistenza dell'universo in virtù del predominio della materia sull'antimateria. L'esperimento, divenuto noto come esperimento di Wu, dimostra che la parità non viene conservata nelle interazioni deboli.[197][198] I membri del team Lee e Yang ricevono il premio Nobel per la scoperta, ma Chien-Shiung Wu ne è esclusa, in quanto il riconoscimento viene riservato a chi aveva formulato la teoria e non a chi aveva condotto l'esperimento.[199]
- 1956: la zoologa e genetista britannica Margaret Bastock pubblica la prima prova che un singolo gene è in grado di cambiare il comportamento.[200]
- 1957–1958: la scienziata cinese Lin Lanying produce i primi monocristalli cinesi di germanio e silicio, sperimentando successivamente nuove tecniche nello sviluppo di semiconduttori.[201]
- 1959: l'astronoma cinese Ye Shuhua guida lo sviluppo del Joint Chinese Universal Time System, che diventa lo standard nazionale cinese per la misurazione del tempo universale.[202]
- 1959: Susan Ofori-Atta, la prima donna medico ghanese, diventa membro fondatore dell'Accademia delle arti e delle scienze del Ghana.[203][204]

### 1960-1969

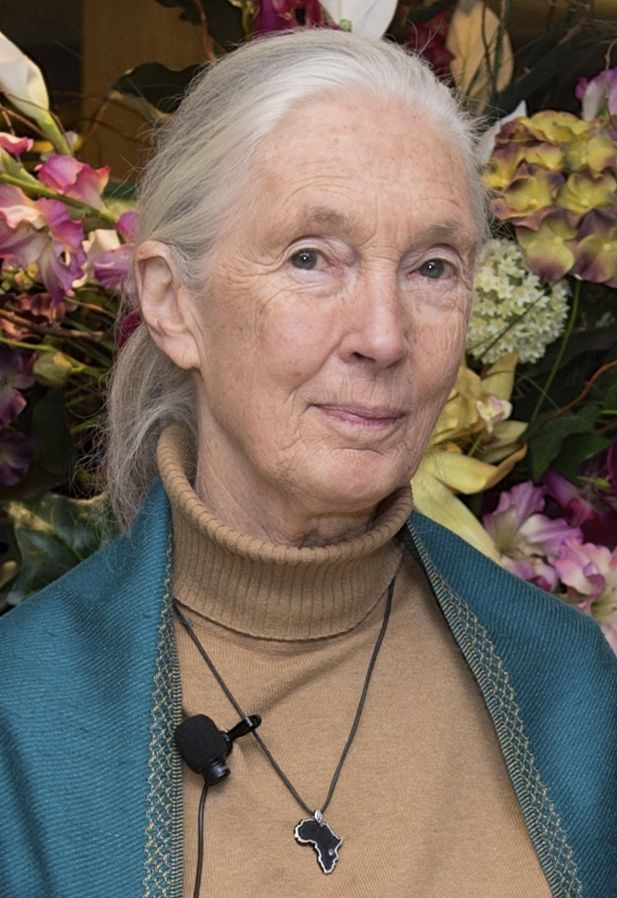
Jane Goodall (1934-), etologa britannica

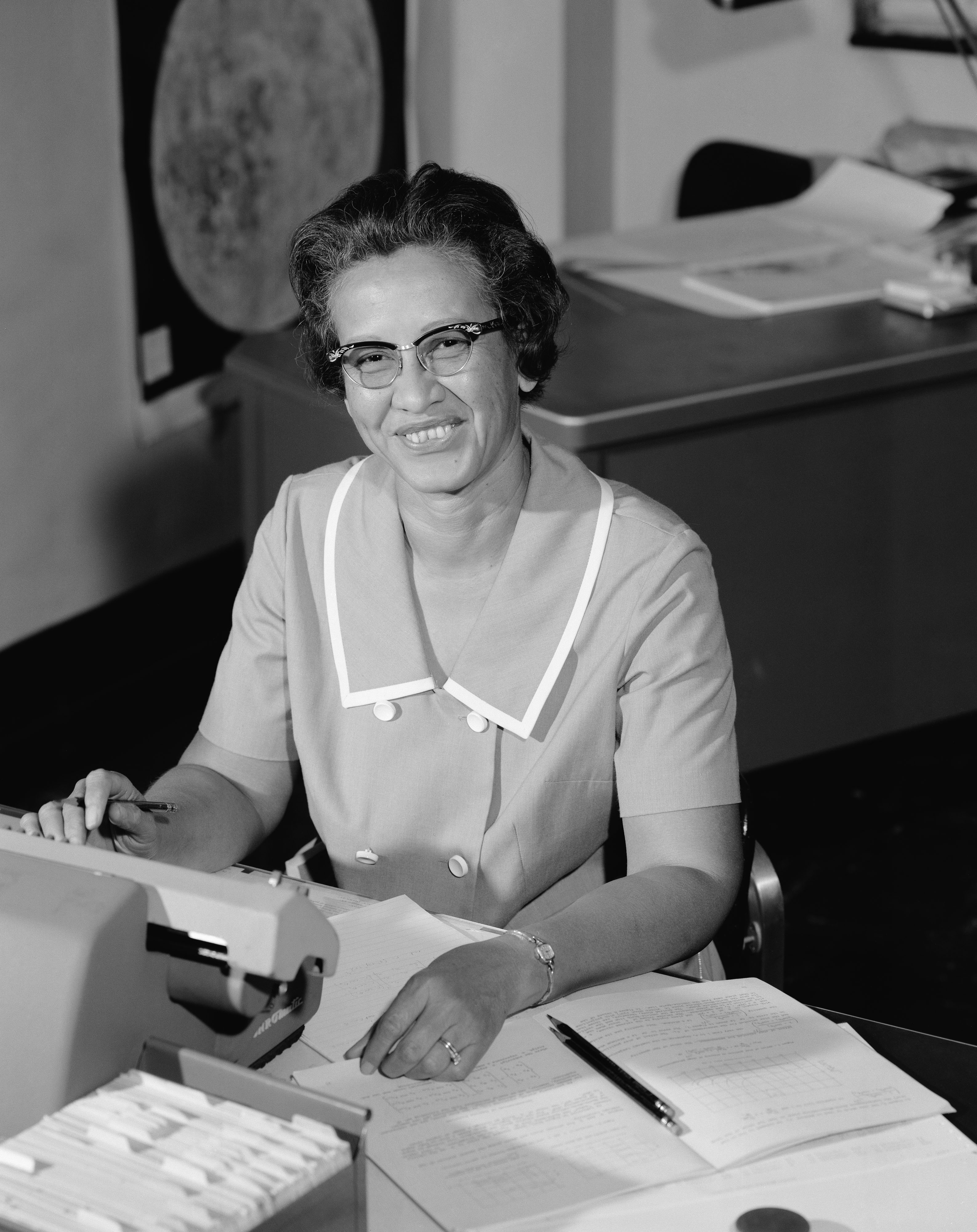
Katherine Johnson (1918-2020), scienziata della NASA

- 1960: la primatologa britannica Jane Goodall inizia a studiare gli scimpanzé in Tanzania; il suo studio su di loro continua per oltre 50 anni. Le sue osservazioni sfidano le idee precedenti secondo cui solo gli esseri umani producono strumenti e gli scimpanzé hanno una dieta fondamentalmente vegetariana.[205][206]
- primi anni '60: la fisica e attivista tedesca Ursula Franklin studia i livelli di isotopo radioattivo stronzio-90 che apparivano nei denti dei bambini come effetto collaterale della ricaduta dei test sulle armi nucleari. La sua ricerca ha influenzato il Trattato sulla messa al bando parziale degli esperimenti nucleari del 1963.[207]
- anni '60: la matematica statunitense Katherine Johnson calcola le traiettorie di volo alla NASA per i voli spaziali con equipaggio.[208]
- 1961: la chimica indiana Asima Chatterjee diventa la prima donna a ricevere il Premio Shanti Swarup Bhatnagar nella categoria Scienze Chimiche per i suoi contributi alla fitomedicina.[209]
- 1962: la biologa marina e ambientalista statunitense Rachel Louise Carson pubblica il libro Silent Spring, di grande importanza per la promozione del movimento ambientalista globale.[210]
- 1962: la botanica sudafricana Margaret Levyns diventa la prima donna presidente della Royal Society of South Africa.[211]
- 1962: la chimica francese Marguerite Perey diventa la prima donna Fellow eletta all'Académie des Sciences.[212]
- 1963: Maria Goeppert-Mayer è la prima donna statunitense a ricevere un premio Nobel per la fisica, condiviso con J. Hans D. Jensen "per le scoperte sulla struttura del guscio nucleare" e con Eugene Paul Wigner "per i suoi contributi alla teoria del nucleo atomico e delle particelle elementari, in particolare attraverso la scoperta e l'applicazione dei principi fondamentali di simmetria".[213][214][215]
- 1964: la matematica statunitense Irene Stegun pubblica con Milton Abramowitz Handbook of Mathematical Functions, un lavoro di riferimento ampiamente utilizzato e ampiamente citato nella matematica applicata, uno delle più completi testi di informazione sulle funzioni speciali.[216]
- 1964: la biochimica britannica Dorothy Crowfoot Hodgkin riceve il Premio Nobel per la Chimica "per le sue determinazioni mediante tecniche a raggi X delle strutture di importanti sostanze biochimiche".[217]
- 1964: la virologa scozzese June Almeida effettua la prima identificazione di un coronavirus umano.[218]
- 1966: l'immunologa giapponese Teruko Ishizaka, in collaborazione con Kimishige Ishizaka, scopre la classe di anticorpi Immunoglobuline E (IgE).[219]
- 1967: l'astrofisica britannica Jocelyn Bell Burnell scopre le prime pulsar radio.[220]
- 1967: la radiobiologa sudafricana Tikvah Alper scopre che la scrapie, una malattia infettiva del cervello che colpisce le pecore, non si diffonde attraverso il DNA o l'RNA come una malattia virale o batterica. La scoperta consente agli scienziati di comprendere meglio le malattie causate dai prioni.[221][222]
- 1967: Yvonne Brill, una scienziata missilistica canadese, contribuisce al progresso dei sistemi di propulsione a razzo e per la progettazione di sistemi a razzo per missioni spaziali sulla luna mantenendo in orbita i moderni satelliti.[223]
- 1968: la pioniera giapponese della biologia molecolare Tsuneko Okazaki studia la replicazione del DNA e scopre il frammento di Okazaki.[224]
- 1969: l'astronoma di origine ucraina Svetlana Ivanovna Gerasimenko scopre insieme a Klym Ivanovyč Čurjumov la cometa 67P/Churyumov-Gerasimenko.[225]

### 1970-1979
- 1970: l'astronoma statunitense Vera Rubin pubblica le prime prove della materia oscura.[226]
- 1970: la geologa polacca Franciszka Szymakowska diventa famosa per i suoi disegni geologici unici e dettagliati, utilizzati ancora oggi.[227]
- 1974: la biologa marina dominicana Idelisa Bonnelly fonda l'Accademia delle Scienze della Repubblica Dominicana.[228]
- 1975: la chimica indiana Asima Chatterjee viene eletta presidente generale dell'Indian Science Congress Association e la prima scienziata mai eletta membro del congresso.[229]
- 1975: Ia genetista indiana Archana Sharma riceve il Premio Shanti Swarup Bhatnagar, la prima donna a ricevere il premio nella categoria Scienze biologiche.[230][231]
- 1975: le donne ufficiali del British Geological Survey non devono più dimettersi dopo essersi sposate.[232]
- 1975: Chien-Shiung Wu diventa la prima presidente donna dell'American Physical Society.[233]
- 1976: la microbiologa filippina Roseli Ocampo-Friedmann si reca in Antartide con Imre Friedmann e scopre i microrganismi che vivono all'interno della roccia porosa del deserto di Ross. Questi organismi - criptoendoliti - sono stati osservati sopravvivere a temperature e umidità estremamente basse, aiutando la ricerca scientifica sulla possibilità della vita su Marte.[234]
- 1976: l'astrofisica britannica Margaret Burbidge è la prima donna a venire nominata Presidente dell'American Astronomical Society.[235][236]
- 1977: la fisica statunitense Rosalyn Yalow riceve il Premio Nobel per la Medicina "per lo sviluppo di saggi radioimmunologici degli ormoni peptidici " insieme a Roger Guillemin e Andrew V. Schally che lo ricevono "per le loro scoperte riguardanti la produzione di ormoni peptidici del cervello".[237]
- 1977: la naturalista, artista e pittrice austriaca Joy Adamson pubblica Born Free, un bestseller internazionale, nel quale descrive le sue esperienze di allevamento di un cucciolo di leone di nome Elsa. Il film omonimo vincerà un Oscar. Nel 1977 le viene conferita la Croce d'Onore austriaca per la scienza e l'arte.[238]
- 1977: Viene fondata l'Associazione per le Geoscienziate.[239]
- 1977: la canadese Elizabeth Stern pubblica la sua ricerca sul legame tra le pillole anticoncezionali - che all'epoca contenevano alti livelli di estrogeni - e l'aumento del rischio di sviluppare il cancro cervicale nelle donne. I suoi dati aiutano l'industria farmaceutica a fornire pillole contraccettive più sicure con dosi ormonali più basse.[240]
- 1978: Anna Jane Harrison diventa la prima donna presidente dell'American Chemical Society.[241]
- 1978: Mildred Cohn è la prima presidente donna dell'American Society for Biochemistry and Molecular Biology, allora chiamata American Society of Biological Chemists.[242][243][244]

### 1980-1989

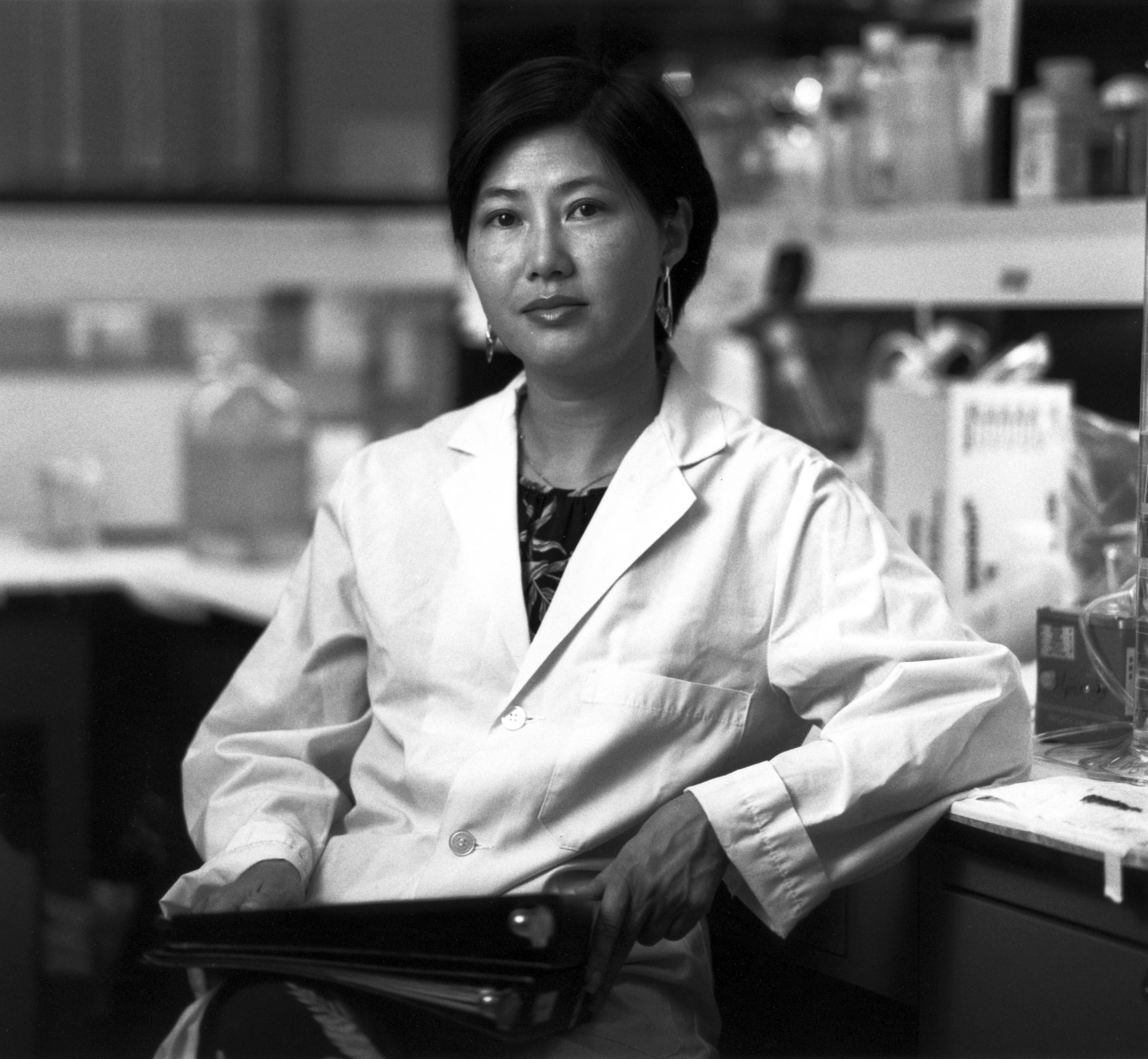
Flossie Wong-Staal (1946-2020), virologa cinese

- 1980: la geochimica giapponese Katsuko Saruhashi diventa la prima donna eletta al Consiglio della scienza del Giappone.[245]
- 1980: la geofisica nigeriana Deborah Ajakaiye è la prima donna ad essere nominata docente ordinario di fisica in Africa occidentale.[246][247]
- 1980: la scienziata e inventrice statunitense Valerie L. Thomas brevetta l'illusion transmitter, un dispositivo in grado di simulare la visione tridimensionale di un oggetto attraverso l'uso di specchi parabolici, che verrà utilizzato in ambito spaziale, medico-chirurgico e per la produzione di schermi televisivi.[248]
- 1981: Vera Rubin è la seconda astronoma eletta all'Accademia Nazionale delle Scienze. Nei suoi studi alla Georgetown University osserva le deviazioni dal flusso di Hubble nelle galassie e fornisce prove dell'esistenza di superammassi galattici.[249]
- 1982: la geologa britannica Janet Vida Watson (1923–1985), docente di geologia all'Imperial College di Londra, membro della Royal Society, è nota per il suo contributo alla comprensione del complesso lewisiano e come autrice e coautrice di numerosi libri. Nel 1982 viene eletta Presidente della Geological Society of London, prima donna ad occupare quella carica.[250]
- 1983: la citogenetista americana Barbara McClintock riceve il Premio Nobel per la Medicina per la sua scoperta della trasposizione genetica; è la prima donna a ricevere quel premio senza condividerlo.[251][252][253]
- 1983: l'agronoma brasiliana Johanna Döbereiner è membro fondatore dell'Accademia mondiale delle scienze.[254]
- 1985: dopo aver identificato l'HIV come causa dell'AIDS, la virologa cinese Flossie Wong-Staal diventa la prima scienziata a clonare e mappare geneticamente il virus HIV, consentendo lo sviluppo dei primi test di screening del sangue per l'HIV.[255]
- 1986: la neurologa italiana Rita Levi-Montalcini riceve il Premio Nobel per la Medicina, condiviso con Stanley Cohen, "per le loro scoperte sui fattori di crescita".[256]
- 1988: la biochimica e farmacologa statunitense Gertrude B. Elion riceve il Premio Nobel per la Medicina insieme a James W. Black e George H. Hitchings "per le loro scoperte di importanti principi per il trattamento farmacologico".[257]

### 1990-1999

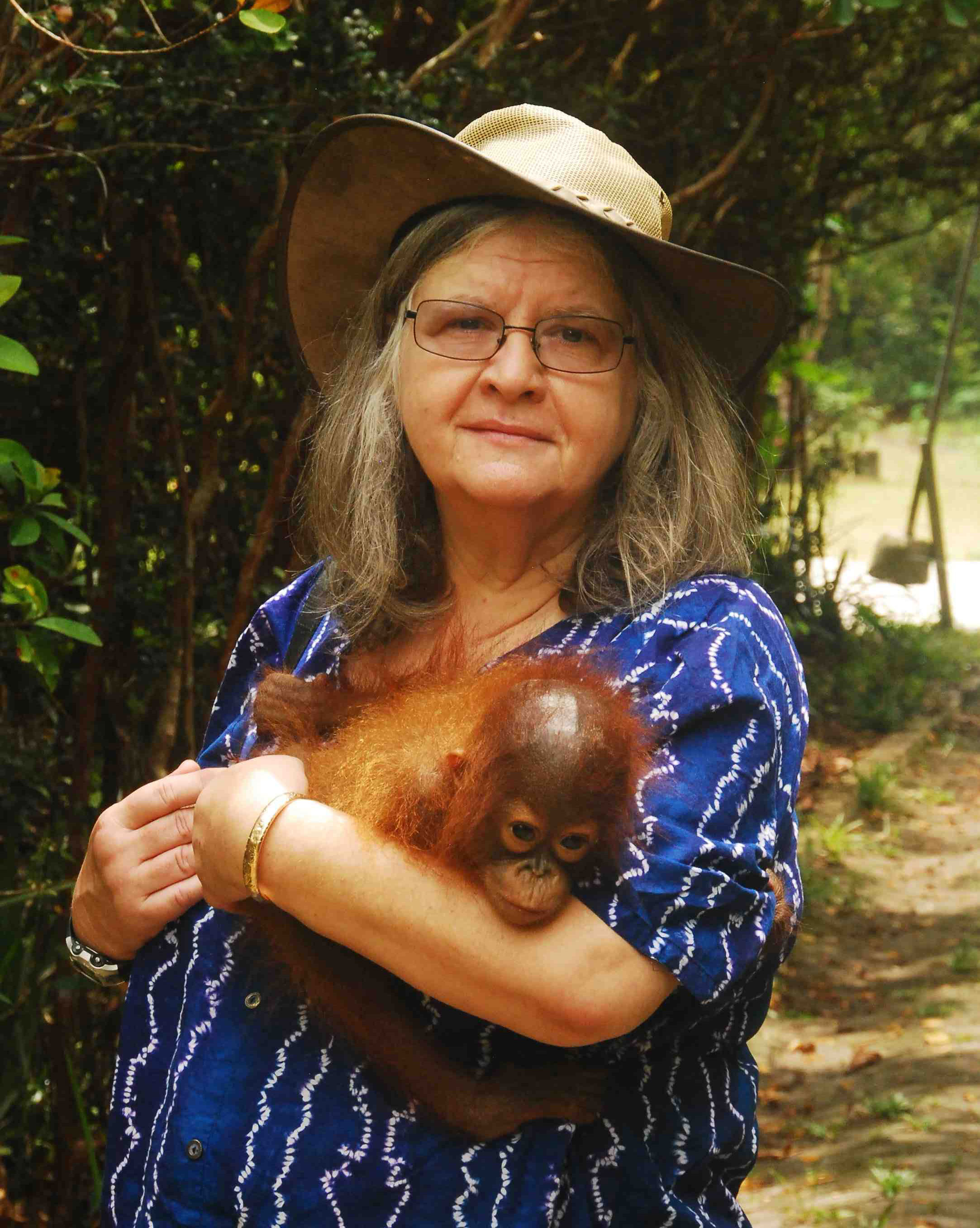
Birutė Galdikas, etologa lituana

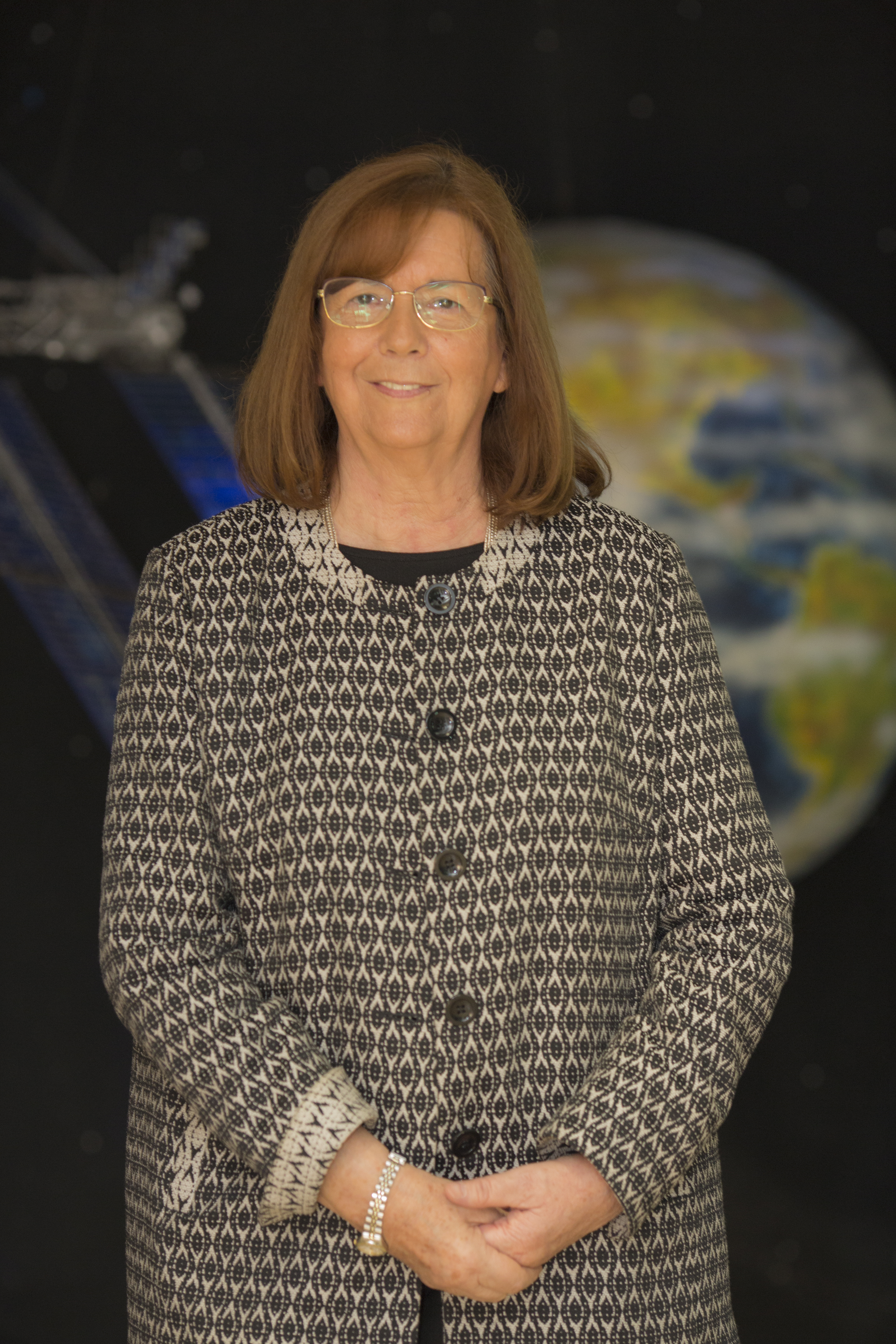
María Teresa Ruiz, astronoma cilena

- 1991: Doris Malkin Curtis diventa la prima donna presidente della Geological Society of America.[258]
- 1991: la chimica britannica Helen Patricia Sharman è la prima astronauta britannica e la prima donna a visitare la stazione spaziale Mir nel maggio 1991.[259]
- 1992: Mae Carol Jemison, ingegnere, medico ed ex astronauta della NASA americana, è la prima donna di colore a viaggiare nello spazio, selezionata per servire per la missione STS-47, durante la quale orbita intorno alla Terra per quasi otto giorni, dal 12 al 20 settembre 1992.[260]
- 1992: Edith M. Flanigen è la prima donna a ricevere la medaglia Perkin (considerata la più alta onorificenza nella chimica industriale statunitense) per i suoi eccezionali risultati nella chimica applicata, in particolare per le sue sintesi di setacci molecolari di alluminofosfato e silicoalluminofosfato come nuove classi di materiali.[261][262]
- 1995: la biologa tedesca Christiane Nüsslein-Volhard riceve il Premio Nobel per la Medicina, condiviso con Edward B. Lewis ed Eric F. Wieschaus, "per le loro scoperte riguardanti il controllo genetico dello sviluppo embrionale precoce".[263]
- 1995: la biologa matematica israelo-canadese Leah Keshet è la prima donna presidente della Società internazionale di biologia matematica.[264]
- 1995: gli ispettori della Commissione speciale delle Nazioni Unite scoprono che la microbiologa irachena Rihab Taha, soprannominata "Dr. Germ", ha supervisionato un programma segreto di 10 anni di sviluppo della guerra biologica in Iraq.[265][266]
- 1996: la scienziata americana Margaret G. Kivelson guida un team che scopre il primo oceano sommerso di acqua salata su un mondo alieno, sulla luna gioviana Europa.[267][268]
- 1997: la primatologa lituano-canadese Birutė Galdikas riceve il Premio Tyler per i risultati ambientali per il suo lavoro di ricerca e riabilitazione degli oranghi. Il suo lavoro, durato oltre 30 anni, nel 2014 viene riconosciuto come uno degli studi scientifici continui più lunghi della storia sugli animali selvatici.[269]
- 1997: l'astronoma cilena María Teresa Ruiz scopre Kelu-1, una delle prime nane brune osservate; come riconoscimento della sua scoperta, diventa la prima donna a ricevere il Premio nazionale cileno per le scienze esatte.[270][271]
- Fine anni '90: la chimica etiope Sossina M. Haile sviluppa la prima cella a combustibile ad acido solido.[272][273]

## XXI secolo

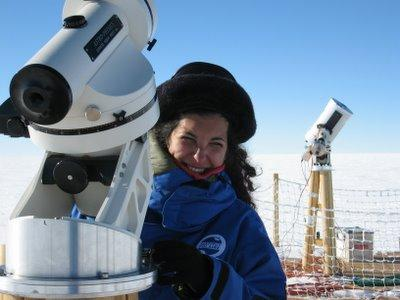
Merieme Chadid (1969-), astronoma marocchina

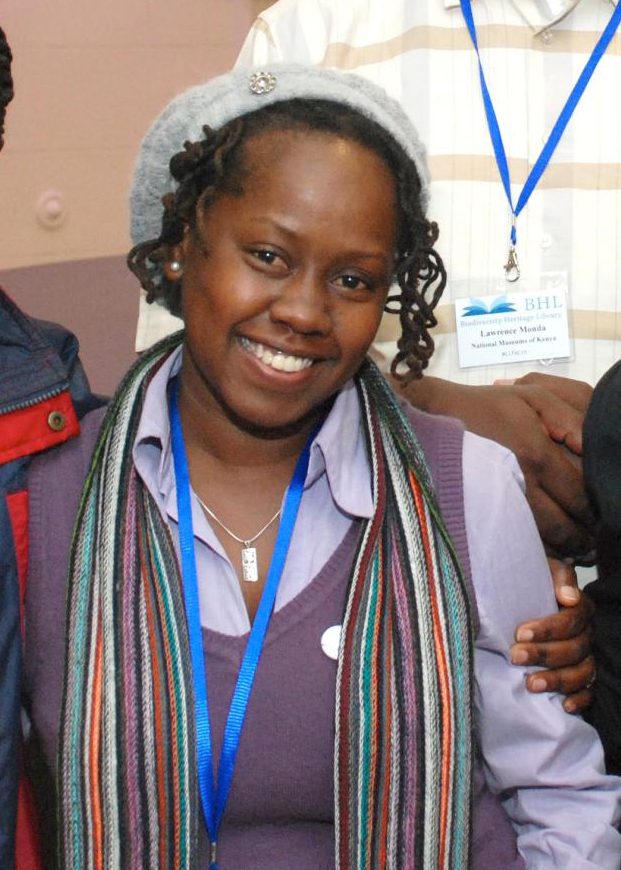
Dorothy Wanja Nyingi, ittiologa keniota

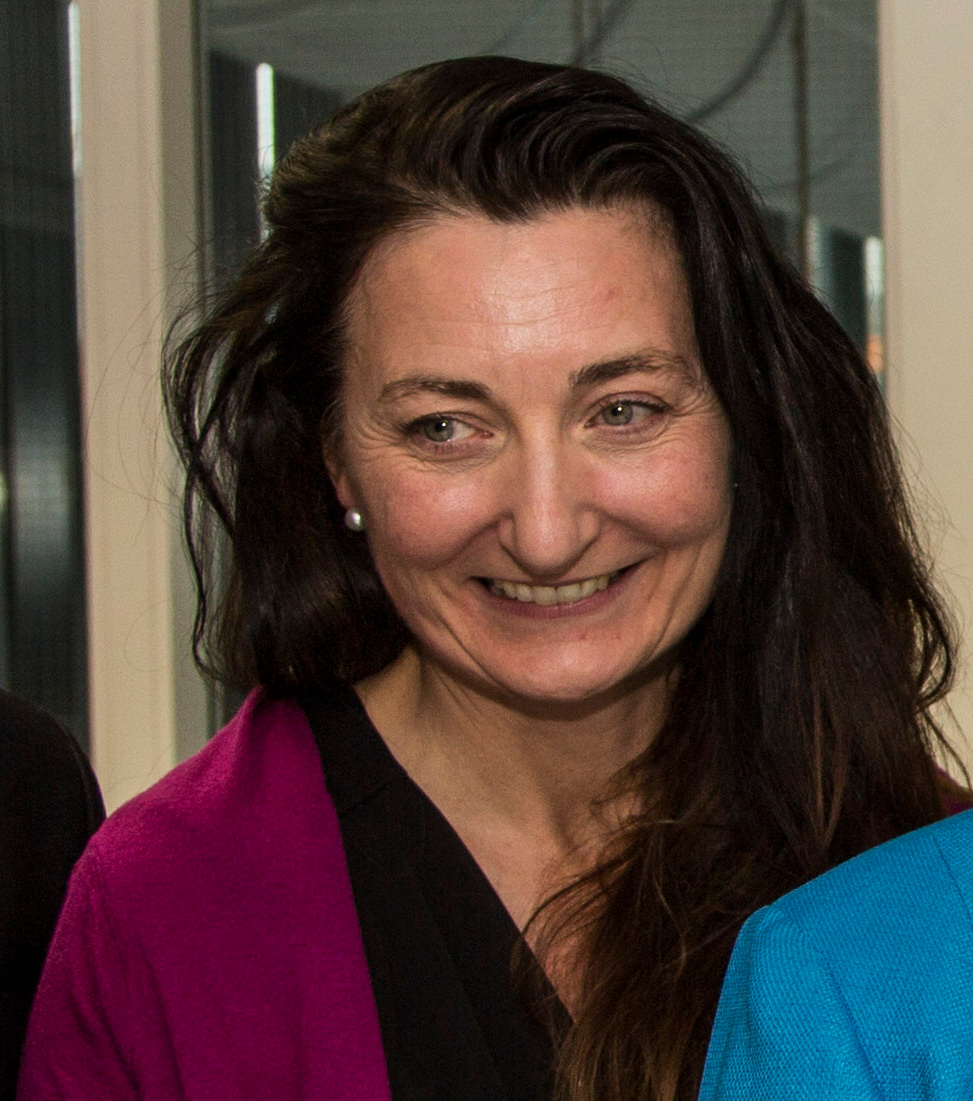
May-Britt Moser, neuroscienziata norvegese

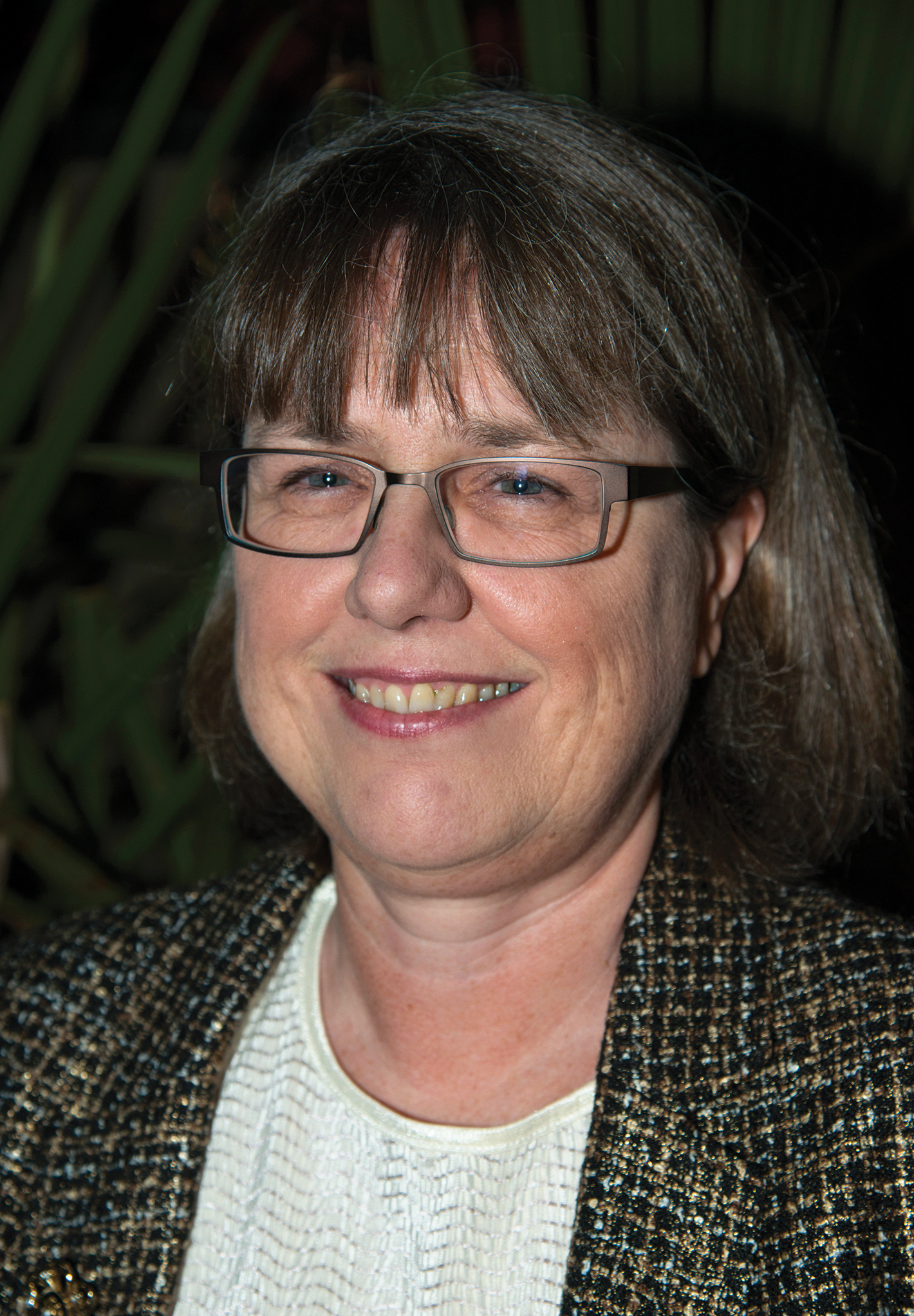
Donna Strickland, fisica canadese

### 2000-2009
- 2000: l'astrofisica venezuelana Kathy Vivas presenta la sua scoperta di circa 100 stelle RR Lyrae "nuove e molto lontane", fornendo informazioni sulla struttura e la storia della Via Lattea.[274]
- 2003: la geofisica statunitense Claudia Alexander supervisiona le fasi finali del Progetto Galileo, una missione di esplorazione spaziale che si è conclusa sul pianeta Giove.[275]
- 2004: la biologa statunitense Linda B. Buck riceve il Premio Nobel per la Medicina insieme a Richard Axel "per le loro scoperte sui recettori odoranti e l'organizzazione del sistema olfattivo".[276]
- 2006: la biochimica cinese Yizhi Jane Tao guida un team di ricercatori che mappa per primo la struttura atomica dell'influenza A, contribuendo alla ricerca antivirale.[277][278]
- 2006: l'informatica statunitense Frances E. Allen è la prima donna vincitrice del Turing Award, ottenuto per "contributi pionieristici alla teoria e alla pratica dell'ottimizzazione delle tecniche di compilazione che hanno gettato le basi per i moderni compilatori di ottimizzazione e l'esecuzione parallela automatica".[279]
- 2007: utilizzando le immagini satellitari, la geomorfologa egiziana Eman Ghoneim scopre le tracce di un mega lago di 11.000 anni nel deserto del Sahara, facendo luce sulle origini del più grande serbatoio di acque sotterranee moderno del mondo.[280]
- 2008: la virologa francese Françoise Barré-Sinoussi riceve il Premio Nobel per la Medicina, condiviso con Harald zur Hausen e Luc Montagnier, "per la loro scoperta dell'HIV, il virus dell'immunodeficienza umana"[281]
- 2008: l'informatica statunitense Barbara Liskov vince il Premio Turing per i "contributi ai fondamenti pratici e teorici del linguaggio di programmazione e della progettazione di sistemi, in particolare relativi all'astrazione dei dati, alla tolleranza agli errori e al calcolo distribuito".[282]
- 2009: la biologa molecolare statunitense Carol W. Greider riceve il Premio Nobel per la Medicina insieme a Elizabeth H. Blackburn e Jack W. Szostak "per la scoperta di come i cromosomi sono protetti dai telomeri e dall'enzima telomerasi".[283]
- 2009: la cristallografa israeliana Ada E. Yonath, insieme a Venkatraman Ramakrishnan e Thomas A. Steitz, riceve il Premio Nobel per la Chimica "per gli studi sulla struttura e la funzione del ribosoma".[284]
- 2009: la genetista cinese Zeng Fanyi e il suo team di ricerca pubblicano i risultati dell'esperimento che dimostra che le cellule staminali pluripotenti indotte possono essere utilizzate per generare interi corpi di mammiferi, in questo caso topi vivi.[285]

### 2010-2019
- 2011: Aleksandra Ėlbakjan, studentessa di neuroscienze e hacker di computer del Kazakistan, lancia Sci-Hub, un sito Web che fornisce agli utenti copie piratate di articoli scientifici accademici. In cinque anni, Sci-Hub cresce fino a contenere 60 milioni di documenti e registra oltre 42 milioni di download annuali da parte degli utenti. Ėlbakjan viene citata in giudizio dall'editore accademico Elsevier e Sci-Hub viene successivamente rimosso, ma riappare con nomi di dominio diversi.[286]
- 2011: l'astrofisica taiwanese Chung-Pei Ma guida un team di scienziati alla scoperta di due dei più grandi buchi neri mai osservati.[287]
- 2012: l'informatica e crittografa Shafi Goldwasser vince il premio Turing per i suoi contributi alla crittografia e alla teoria della complessità.[288]
- 2013: la genetista canadese Turi King identifica i resti scheletrici di re Riccardo III.[289]
- 2013: l'ittiologa keniota Dorothy Wanja Nyingi pubblica la prima guida alle specie di pesci d'acqua dolce del Kenya.[290]
- 2014: la psicologa e neuroscienziata norvegese May-Britt Moser riceve il Premio Nobel per la Medicina, condiviso con Edvard Moser e John O'Keefe, "per le loro scoperte di cellule che costituiscono un sistema di posizionamento nel cervello".[291]
- 2014: la matematica iraniana Maryam Mirzakhani è la prima donna a ricevere la Medaglia Fields, ottenuta per il suo lavoro sulla "dinamica e la geometria delle superfici di Riemann e i loro spazi di moduli ".[292]
- 2015: la scienziata cinese Tu Youyou riceve il Premio Nobel per la Medicina, condiviso con William C. Campbell e Satoshi Ōmura "per le sue scoperte su una nuova terapia contro la malaria".[293]
- 2018: le astrofisiche britanniche Hiranya Peiris e Joanna Dunkley e la cosmologa italiana Licia Verde sono tra i 27 scienziati a cui è stato assegnato il Breakthrough Prize in Fundamental Physics per i loro contributi a "mappe dettagliate dell'universo primordiale che hanno notevolmente migliorato la nostra conoscenza dell'evoluzione del cosmo e delle fluttuazioni che ha seminato la formazione delle galassie".[294]
- 2018: l'astrofisica britannica Jocelyn Bell Burnell riceve lo speciale Breakthrough Prize in Fundamental Physics, del valore di 3 milioni di dollari, per i suoi risultati scientifici e la sua "leadership ispiratrice". Devolveo l'intero montepremi per la creazione di borse di studio per assistere le donne, le minoranze sottorappresentate e i rifugiati che stanno proseguendo gli studi di fisica.[295]
- 2018: la fisica canadese Donna Strickland riceve il Premio Nobel per la Fisica "per invenzioni rivoluzionarie nel campo della fisica dei laser".[296][297]
- 2018: la chimica statunitense Frances Arnold riceve il Premio Nobel per la Chimica "per l'evoluzione diretta degli enzimi", in condivisione con George Pieczenik Smith e Gregory Paul Winter, a cui viene assegnato "per la visualizzazione fagica di peptidi e anticorpi".[298]
- 2018: per la prima volta nella storia, scienziate donne ricevono nello stesso anno il Premio Nobel per la Chimica e il Premio Nobel per la Fisica.[299]
- 2019: la matematica statunitense Karen Uhlenbeck è la prima donna a vincere il Premio Abel per "i suoi risultati pionieristici nelle equazioni differenziali alle derivate parziali geometriche, nella teoria di gauge e nei sistemi integrabili e per l'impatto fondamentale del suo lavoro sull'analisi, la geometria e la fisica matematica".[300]
- 2019: l'informatica statunitense Katie Bouman sviluppa un algoritmo che rende possibile la prima visualizzazione di un buco nero utilizzando l'Event Horizon Telescope. Ha fatto parte del team di oltre 200 persone che hanno implementato il progetto.[301][302][303][304]

### 2020-2029
- 2020: la scienziata e ricercatrice brasiliana Jaqueline Goes de Jesus sequenzia in 12 ore il genoma del COVID-19.[305]
- 2020: le biochimiche Jennifer Doudna (statunitense) ed Emmanuelle Charpentier (francese) ricevono il Premio Nobel per la chimica per il loro lavoro sullo strumento di editing del genoma CRISPR.[306]
- 2020: l'astronoma statunitense Andrea Ghez riceve il Premio Nobel per la Fisica per la scoperta di un oggetto compatto supermassiccio.[307]
- 2020: la scienziata tedesca di origini turche Özlem Türeci è co-fondatrice con il marito Uğur Şahin dell'azienda farmaceutica BioNTech. Il suo team ha sviluppato BNT162b2 (tozinameran (INN)), comunemente noto come vaccino anti COVID-19 Pfizer-BioNTech.[308]
- 2020: la biologa e imprenditrice britannica Sarah Gilbert guida lo sviluppo e la sperimentazione del vaccino anti COVID-19 AstraZeneca.[309]
- 2020: la chimica statunitense Carolyn R. Bertozzi riceve il Premio Nobel per la Chimica in condivisione con Morten Meldal e Barry Sharpless “per lo sviluppo della chimica dei clic e della chimica bioortogonale”.[310]
- 2022: l'astronauta italiana dell'ESA Samantha Cristoforetti è la prima donna europea comandante della Stazione spaziale Internazionale.[311]

### Enciclopedie, Dizionari
- (EN) Marilyn Bailey Ogilvie, Joy Dorothy Harvey (a cura di), The Biographical Dictionary of Women in Science: pioneering lives from ancient times to the mid-20th century, 2 v., New York, Routledge, 2000, OCLC 1261832009.
- (EN) Irene M. Franck, David M. Brownstone e H.W. Wilson Company, The Wilson chronology of women's achievements : a record of women's achievements from ancient times to present, New York, Wilson, 1998, OCLC 37443226.
- (EN) Karen Greenspan, The timetables of women's history: a chronology of the most important people and events in women's history, New York, Simon & Schuster, 1996, ISBN 9780684815794, OCLC 34524584.
- (EN) Catharine M. C. Haines, Helen M. Stevens, International women in science : a biographical dictionary to 1950, Santa Barbara, Calif., ABC-CLIO, 2001, OCLC 963125301.
- (EN) Maggy Hendry, Frances Hinton, Jennifer S. Uglow (a cura di), The Palgrave Macmillan Dictionary of Women’s Biography, 4ª ed., New York, Palgrave Macmillan, 2005, OCLC 857590444.
- (EN) Xiaohong Lily Li, Biographical dictionary of Chinese women, 4 v., 1998-2014, OCLC 889860741.
- (EN) Kirstin Olsen, Chronology of women's history, Westport, Greenwood Press, 1994, ISBN 9780313288036, OCLC 29636971.
- (EN) Benjamin F. Shearer, Notable women in the physical sciences : a biographical dictionary, Westport, Conn., Greenwood Press, 1997, OCLC 964248240.
- (EN) Barbara Sicherman, Carol Hurt Green (a cura di), Notable American women : the modern period ; a biographical dictionary, Cambridge, Mass., Belknap Press of Harvard Univ. Press, 1993, OCLC 247352046.